# Navibus
Pour un article plus général, voir Transports en commun de l'agglomération nantaise.
Navibus est le nom du service commercial de navettes fluviales des transports en commun de l'agglomération nantaise. Lancé en 2005, ce service compte aujourd'hui trois lignes régulières : deux sur la Loire (exploitées par Marine & Loire Croisières, filière fluviale du groupe Kersea, anciennement Finist'mer) et une sur l'Erdre (exploitée par les Bateaux Nantais).

## Histoire

### Avant les Navibus
Les Navibus sont les lointains successeurs des bateaux à vapeur roquios qui effectuaient des traversées sur la Loire entre 1887 et 1958, afin de relier Trentemoult, Chantenay, le quai des Antilles, les Salorges, le bureau du Port de Nantes, la gare et le palais de la Bourse.
Par ailleurs, le nom de ces bateaux à vapeur a été donné à un des arrêts du Navibus Loire (Trentemoult ─ Roquios) pour leur rendre hommage, et une plaque au sol a été apposée à proximité de cet arrêt.

### Première ligne

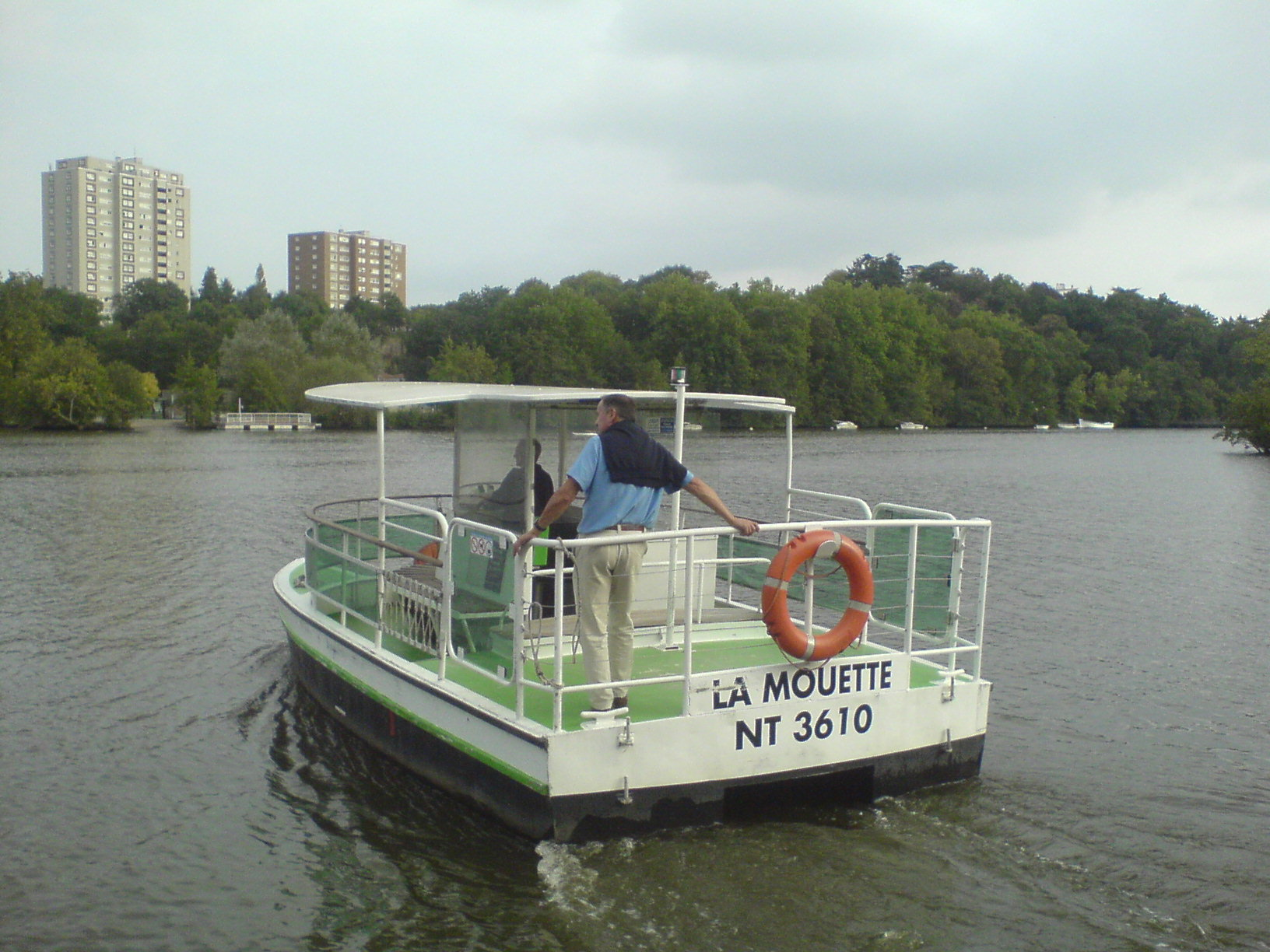
La Mouette (deuxième du nom) quittant l'arrêt Petit Port ─ Facultés.

Issue d'une collaboration entre la ville de Nantes et EDF, la première nouvelle ligne de transport en commun fluvial nantaise est mise en service en octobre 1995 sur l'Erdre,. Un petit bateau monocoque Zélec à propulsion électrique de 6 places (plus 4 vélos) appelé La Mouette relie le quartier du Port-Boyer et le lycée maritime à l'est, au quartier du Petit-Port à l'ouest, près de l'embouchure du Cens, en 2 minutes, évitant ainsi aux étudiants le détour de 1,5 km par les ponts alentour.
Cette ligne remportant un grand succès (30 000 passagers entre octobre 1995 et avril 1996), il a été décidé de remplacer La Mouette première du nom par un nouveau bateau, un catamaran électrique baptisée du même nom La Mouette. Mis en service en septembre 1998, ce nouveau passeur a une capacité supérieure (de 12 à 15 passagers, plus 5 vélos) par rapport à l'ancien bateau.
En parallèle, des études pour développer des liaisons sur la Loire sont lancées afin d'améliorer le déplacement des Nantais en leur offrant une nouvelle alternative à la voiture. Des navettes entre Trentemoult et Chantenay sont testées lors de la journée sans voiture en septembre 2000 et pendant les Semaines européenne de la mobilité qui suivront. Le succès de ces navettes conduit à inaugurer une ligne sur la Loire en 2005.

### Nouveautés en 2005

Logo Navibus.

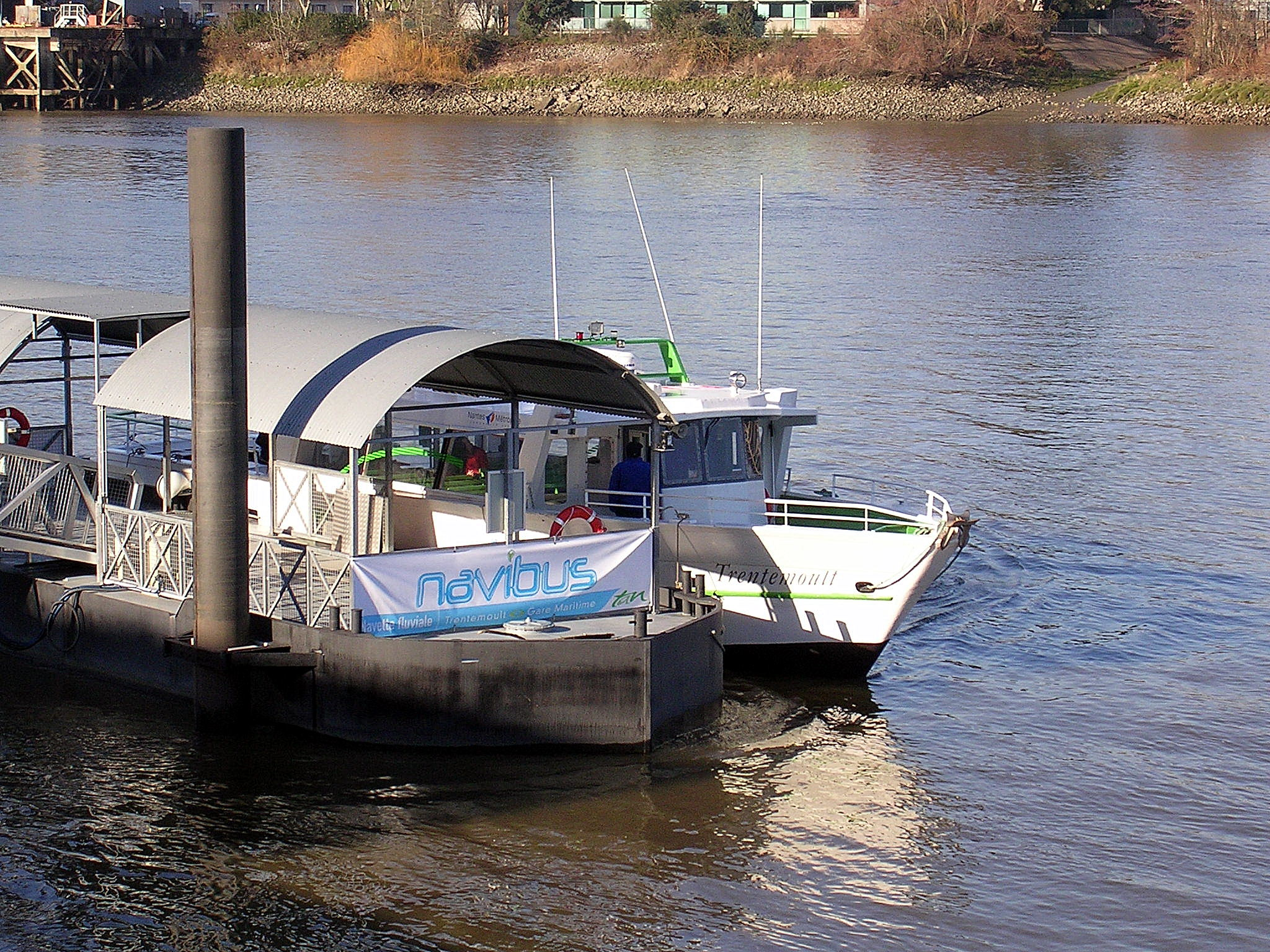
Le Trentemoult est le premier bateau à avoir assuré le Navibus Loire de juin 2005 à octobre 2006.

En 2005, le terme Navibus est créé pour désigner le service commercial de transport fluvial nantais. Les objectifs de ce service fluvial est de valoriser un mode de transport original qui élargit l’offre de services du réseau TAN (ce service étant intégré dans la tarification du réseau TAN, et donc accessible avec n'importe quel titre) et de reconquérir les espaces fluviaux.
Cette même année ont été lancées 2 nouvelles lignes de Navibus : une sur la Loire lancée le 18 juin 2005 (soit près de 47 ans après la fin des roquios), reliant Trentemoult à la Gare Maritime (quai Ernest-Renaud) et assurée par le bateau Trentemoult, et une autre sur l'Erdre lancée le 18 juillet 2005, reliant le quai Ceineray en centre-ville au pont de la Jonelière au nord et assurée par le bateau Jules Verne.
Le coût de la mise en service de ces 2 nouvelles lignes en 2005, charges d’exploitation et amortissement des bateaux compris, était de 700 000 €. Ces nouvelles lignes répondent au plan de déplacements urbains de 2000 à 2010 qui  prévoyait « l’expérimentation de nouvelles navettes fluviales pour les piétons et les cyclistes, en compléments des bacs existants ».
Le Navibus Loire rencontre un grand succès, et reçoit donc un nouveau bateau le 17 juin 2006, le Chantenay, afin d'augmenter la capacité et le confort de la ligne, et de renforcer sa fréquence en heure de pointe (le Trentemoult permet alors d'assurer des services supplémentaires en heure de pointe, et ainsi de porter la fréquence à un bateau toutes les 10 minutes, au lieu de 20 en heures creuses).
À l'inverse, la ligne de Navibus Erdre, au départ prévue comme une ligne expérimentale, remporte un succès mitigé et voit donc son itinéraire régulièrement modifié : prolongé à la gare SNCF Sud à l'été 2006, la ligne est séparée en 2 services pendant l'hiver 2006-2007 (elle ne dessert alors le tronçon entre les stations Saint-Mihiel et Jonelière uniquement le week-end), avant d'être limitée à Petit Port ─ Facultés en 2008. Malgré ces différentes modifications, la ligne est définitivement supprimée le 24 août 2009, faute de fréquentation,.

### Le Passeur Loire

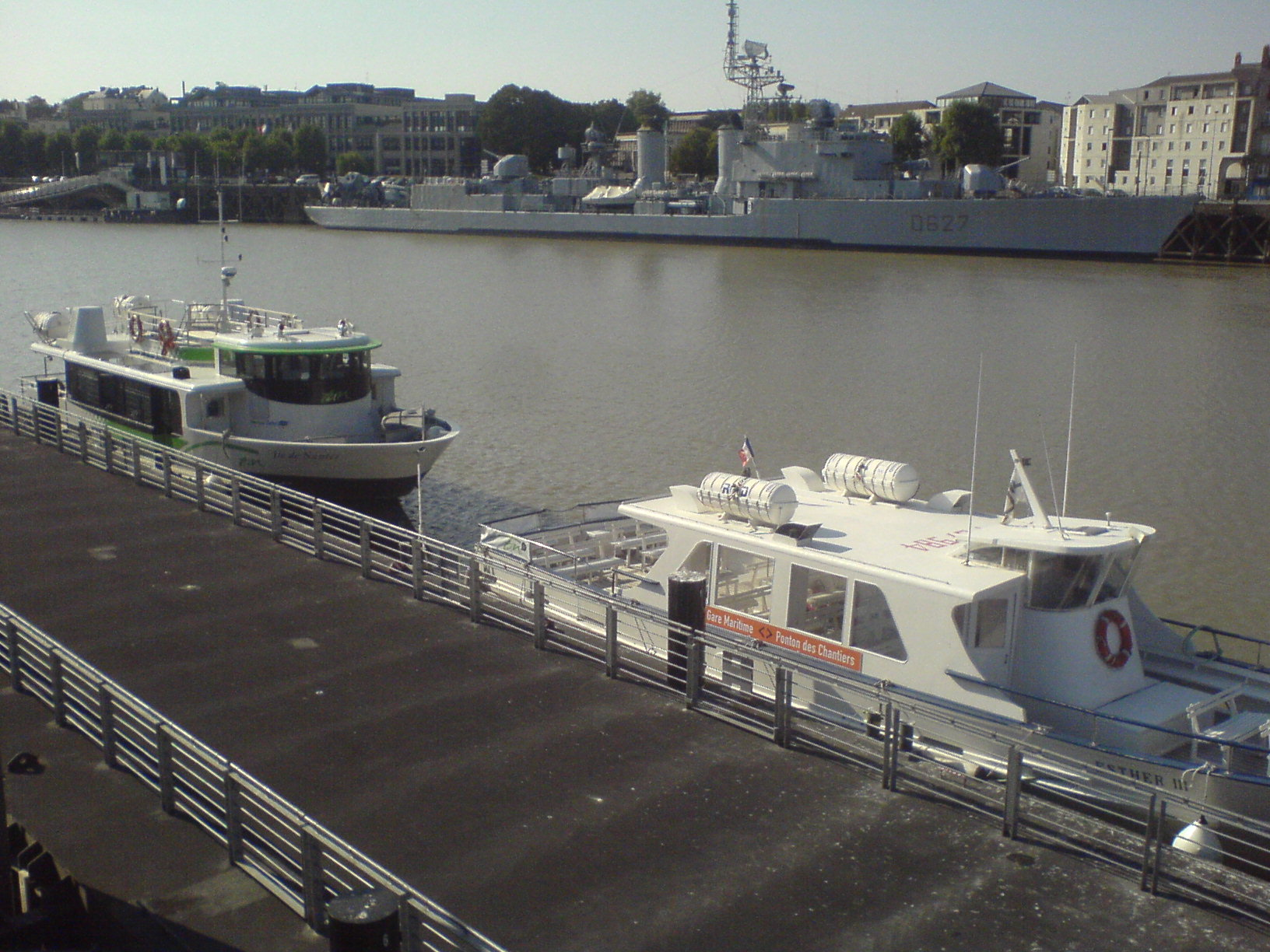
Le Chantenay et lEsther III accostés au Ponton des Chantiers sur l'Île de Nantes.

À la suite de l'ouverture récente du Hangar à bananes et des Machines de l'île sur l'île de Nantes, et du lancement de la manifestation Estuaire 2007, un Passeur Loire est testé du 2 juin au 1er septembre 2007. Permettant d'éviter aux touristes un long détour par le pont Anne-de-Bretagne, la liaison entre la Gare maritime et le tout nouveau Ponton des chantiers est assurée en 3 minutes. La ligne fonctionne à la demande du lundi au vendredi de 9 h 0 à 20 h 0. Marine & Loire Croisières affrète à cette occasion pour la saison une petite vedette à passagers, La Couronne, qui n'est autre qu'une annexe du mythique paquebot France. Cette ligne a transporté 38 000 voyageurs sur cette période. Pour compléter ce service, le Navibus Loire a effectué un arrêt sur le Ponton des Chantiers les vendredis et samedis de 20 h 0 à minuit.
Le Passeur Loire a repris du service pendant la saison 2008 avec le Trentemoult (l'expérience de l'été 2007 s'étant avérée concluante) ainsi qu'en 2009 avec le Trentemoult 2 (ex-Esther III), après que le Trentemoult a coulé. Il n'a pas fonctionné en 2010 et 2011, puis n'a finalement pas été relancé.
Pendant les étés 2012 et 2013, le Navibus Loire a desservi le Ponton des Chantiers en service de nuit uniquement.

### Nouveaux bateaux

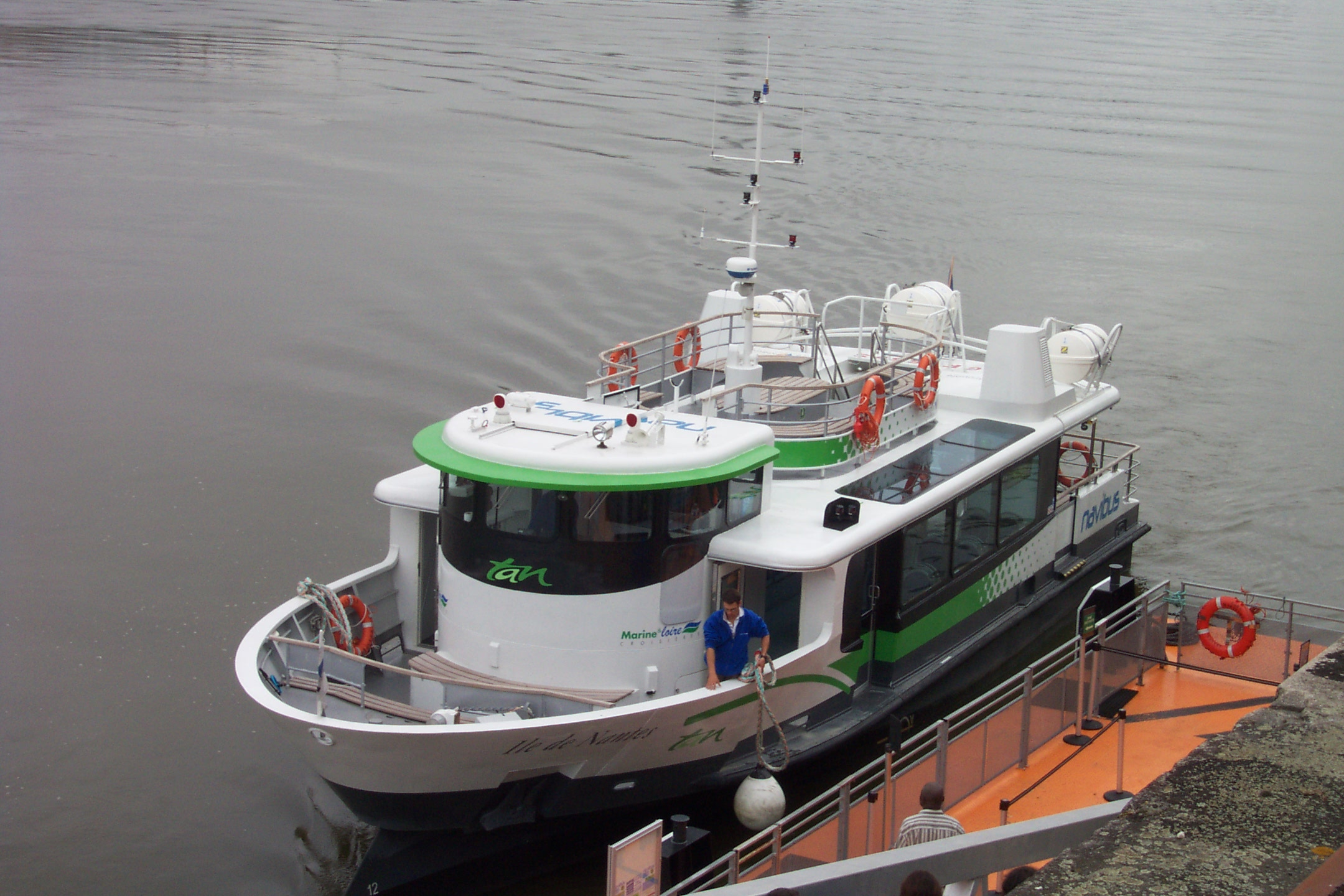
LÎle de Nantes à Gare Maritime.

En 2008 est mise en service une nouvelle vedette sur la Loire : sister-ship du Chantenay, ce nouveau bateau nommé Île de Nantes remplace le vieux Trentemoult en exploitation depuis 2005 (et datant de 1967). Ce dernier est victime d'un naufrage en juin 2009 dans la Loire à Cordemais. Marine & Loire Croisières acquiert alors d'urgence une vedette de même type mais plus récente, l'Esther III renommée Trentemoult 2, afin d'assurer le Passeur Loire cette année-là.

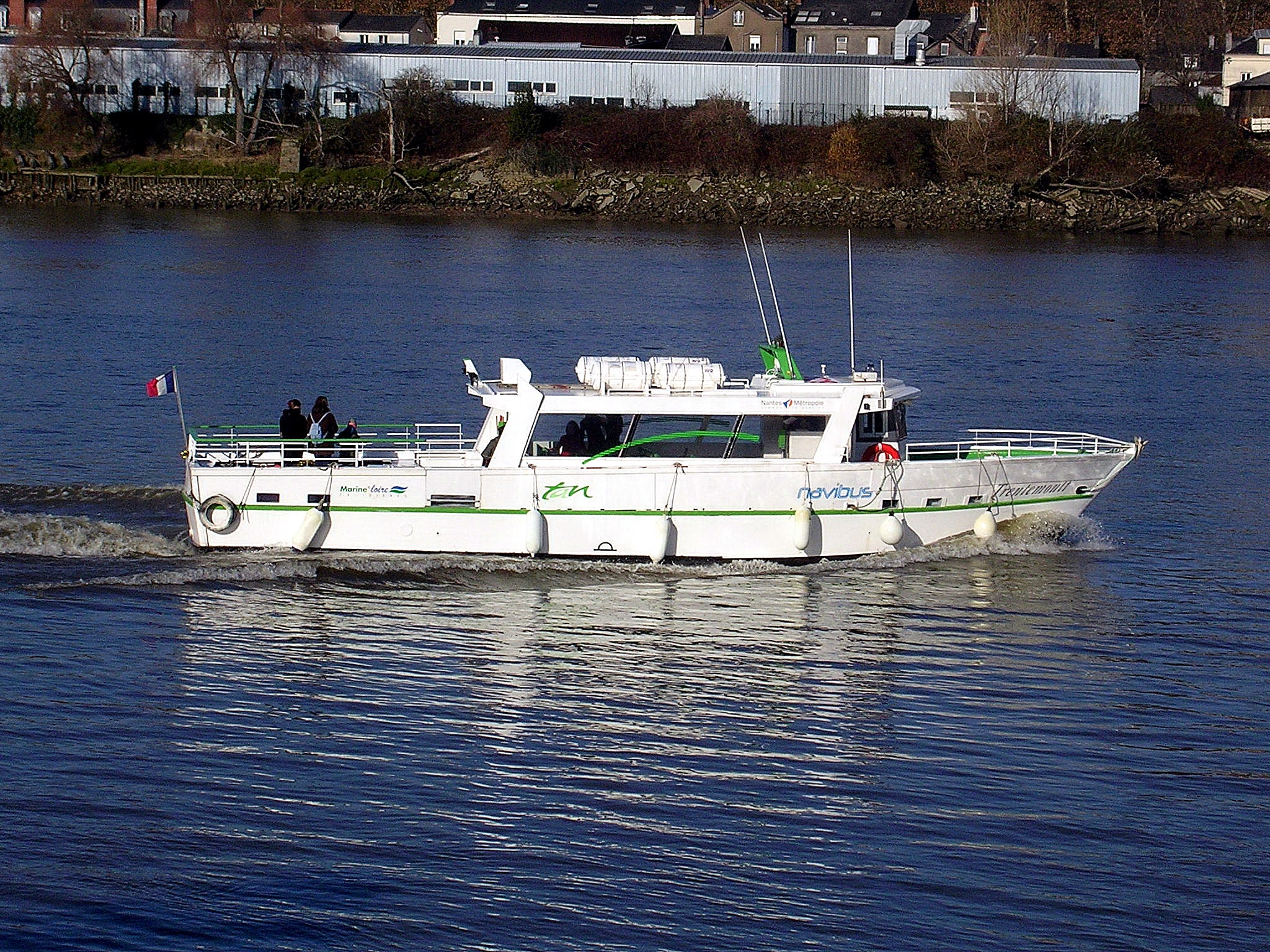
Le Trentemoult avec sa première livrée TAN.

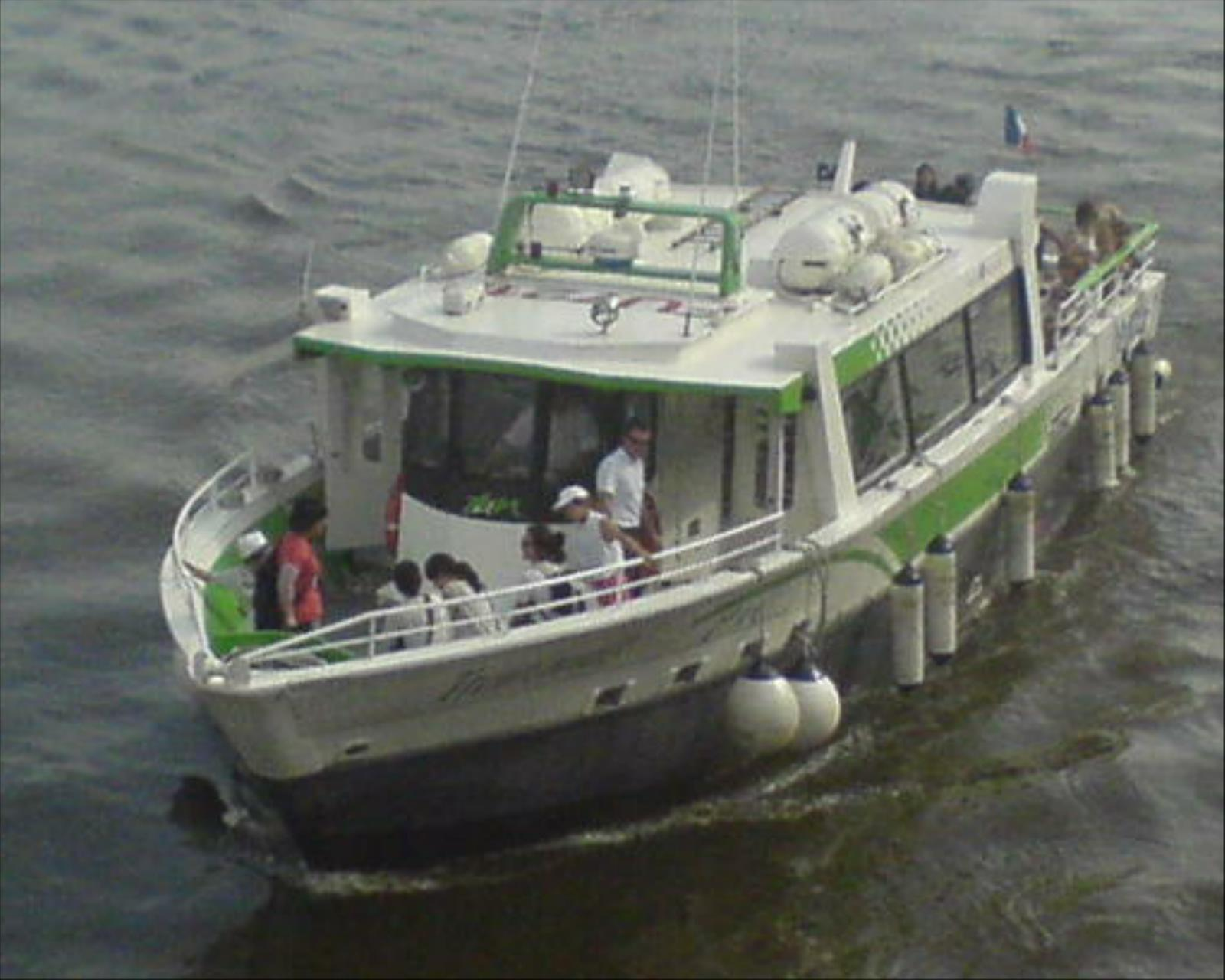
Le Trentemoult après sa rénovation de l'été 2006.

Le vendredi 30 août 2019,, après une phase de tests avec voyageurs lancée le 23 avril 2018, un nouveau bateau à hydrogène alimenté en électricité par deux piles à combustible consommant seulement de l’hydrogène et de l’oxygène (une première en France dans le domaine fluvial) est inauguré et mis en service sur la ligne pour une expérimentation de 2 ans. Appelé Jules Verne 2, il est voué à remplacer le bateau La Mouette qui dépasse ses 20 ans de services. Ce dernier devient alors la réserve du Passeur Erdre en cas de panne du Jules Verne 2.

### Renumérotation en 2019
Le 26 août 2019, le mode de désignation des lignes de Navibus a été modifié : plutôt que d'utiliser une appellation en toutes lettres, un numéro est désormais attribué à chaque ligne précédé de la lettre « N ». Ainsi, le Navibus Loire est renommé « N1 » et le Passeur Erdre « N3 ». Cette renumérotation a pour objectif d'inclure les nouvelles lignes de Navibus qui vont ouvrir sur la Loire, dont la ligne N2 qui a ouvert en février 2020.

### Nouvelle ligne N2
Le 11 février 2020 est mise en service une deuxième navette fluviale sur la Loire. Appelée N2, elle relie toutes les 20 minutes le Hangar à bananes au Bas ─ Chantenay et est assurée au départ par le bateau Heb Ken. Le bateau René Madec peut venir le remplacer sur certaines périodes.

## Le réseau actuel

### Aperçu général
Le service Navibus compte aujourd'hui 3 lignes (numérotées N1, N2 et N3) totalisant 2,36 km (1,4 km pour la ligne N1, 0,8 km pour la ligne N2 et 0,160 km pour la ligne N3,). Les deux lignes sur la Loire (lignes N1, anciennement Navibus Loire, et N2) sont exploitées par Marine & Loire Croisières (filière fluviale du groupe Kersea) et la ligne sur l'Erdre (ligne N3, anciennement Passeur Erdre) est exploitée par les Bateaux Nantais. Chaque exploitant dispose de son propre ponton à proximité des lignes ou il gare ses bateaux lorsqu'ils ne naviguent pas.
Les cyclistes peuvent emprunter les Navibus avec leur vélo ou vélo pliant tous les jours sans contraintes horaires (contrairement au tramway ou les vélos sont interdits pendant la journée) dans la limite des places disponibles sur les bateaux.
Le réseau est desservi de 7 h 0 à 20 h 0 tous les jours (sauf le 1er mai), et est prolongé jusqu'à 0 h 15 les vendredis et samedis en service de nuit (uniquement de début juin à fin septembre). Les premiers départs du matin partent toutefois plus tard le week-end (le samedi à 9 h 0 et le dimanche à 11 h 0 pour les lignes N1 et N2). Tous les jours, la fréquence de passage des lignes N1 et N2 est de 20 minutes (sauf sur la ligne N1 qui dispose de renforts en heures de pointe du lundi au vendredi, ce qui porte la fréquence à un départ toutes les 10 minutes). La ligne N3 effectue la traversée à la demande et ne possède donc pas de fréquence de passage.
| Ligne | Caractéristiques | Caractéristiques                      | Caractéristiques                      | Caractéristiques                      | Caractéristiques                                                          | Caractéristiques                              | Caractéristiques                         | Caractéristiques                                 | Caractéristiques                      |
| N1    | Navibus Loire | Navibus Loire                         | Navibus Loire                         | Navibus Loire                         | Navibus Loire                                                             | Navibus Loire                                 | Navibus Loire                            | Navibus Loire                                    | Navibus Loire                         |
| N1    | Gare Maritime ⥋ Trentemoult ─ Roquios | Gare Maritime ⥋ Trentemoult ─ Roquios | Gare Maritime ⥋ Trentemoult ─ Roquios | Gare Maritime ⥋ Trentemoult ─ Roquios | Gare Maritime ⥋ Trentemoult ─ Roquios                                     | Gare Maritime ⥋ Trentemoult ─ Roquios         | Gare Maritime ⥋ Trentemoult ─ Roquios    | Gare Maritime ⥋ Trentemoult ─ Roquios            | Gare Maritime ⥋ Trentemoult ─ Roquios |
| ----- | --- | ------------------------------------- | ------------------------------------- | ------------------------------------- | ------------------------------------------------------------------------- | --------------------------------------------- | ---------------------------------------- | ------------------------------------------------ | ------------------------------------- |
| N1    | Ouverture / Fermeture 18 juin 2005 / — | Longueur 1,4 km                       | Durée 6 min                           | Nb. d’arrêts 2                        | Matériel Chantenay Île de Nantes Réserve René Madec Trentemoult 2 Heb Ken | Jours de fonctionnement L, Ma, Me, J, V, S, D | Jour / Soir / Nuit / Fêtes O / N / N / O | Voy. / an 693 200 en 2 019                       | Exploitant Marine & Loire Croisières  |
| N1    | Desserte : - Ville(s) desservie(s) : Nantes et Rezé |                                       |                                       |                                       |                                                                           |                                               |                                          |                                                  |                                       |
| N1    | Autre : - Amplitude horaire et fréquence : - Du lundi au vendredi de 7 h 0 à 19 h 55 (0 h 0 les vendredis de début juin à fin septembre, 22 h 35 les mercredis et jeudis en juillet et août) avec un Navibus toutes les 10 minutes en heures de pointe, toutes les 20 minutes en heures creuses et toutes les 21 à 28 minutes après 20 h 0. - Le samedi de 9 h 0 à 19 h 55 (0 h 0 de début juin à fin septembre) avec un Navibus toutes les 20 minutes en journée et toutes les 21 à 28 minutes après 20 h 0. - Le dimanche et jours fériés de 11 h 0 à 19 h 55 avec un Navibus toutes les 20 minutes. - Particularités : - En heure de pointe, un deuxième bateau est mis en service afin de porter la fréquence à un Navibus toutes les 10 minutes. - Date de dernière mise à jour : 3 octobre 2020 |                                       |                                       |                                       |                                                                           |                                               |                                          |                                                  |                                       |
| N1    | Dernière actualisation : — |                                       |                                       |                                       |                                                                           |                                               |                                          |                                                  |                                       |
| N2    | Navibus Loire | Navibus Loire                         | Navibus Loire                         | Navibus Loire                         | Navibus Loire                                                             | Navibus Loire                                 | Navibus Loire                            | Navibus Loire                                    | Navibus Loire                         |
| N2    | Bas ─ Chantenay ⥋ Hangar à Bananes |                                       |                                       |                                       |                                                                           |                                               |                                          |                                                  |                                       |
| N2    | Ouverture / Fermeture 11 février 2020 / — | Longueur 0,8 km                       | Durée 6 min                           | Nb. d’arrêts 2                        | Matériel René Madec Heb Ken Réserve Chantenay Île de Nantes Trentemoult 2 | Jours de fonctionnement L, Ma, Me, J, V, S, D | Jour / Soir / Nuit / Fêtes O / N / N / O | Voy. / an 20 000 en août 2 020 (soit 650 / jour) | Exploitant Marine & Loire Croisières  |
| N2    | Desserte : - Ville(s) desservie(s) : Nantes |                                       |                                       |                                       |                                                                           |                                               |                                          |                                                  |                                       |
| N2    | Autre : - Amplitude horaire et fréquence : - Du lundi au vendredi de 7 h 0 à 19 h 55 (0 h 15 les vendredis de début juin à fin septembre) avec un Navibus toutes les 20 minutes. - Le samedi de 9 h 0 à 19 h 55 (23 h 55 de début juin à fin septembre) avec un Navibus toutes les 20 minutes. - Le dimanche et jours fériés de 11 h 0 à 19 h 55 avec un Navibus toutes les 20 minutes. - Date de dernière mise à jour : 3 octobre 2020 |                                       |                                       |                                       |                                                                           |                                               |                                          |                                                  |                                       |
| N2    | Dernière actualisation : — |                                       |                                       |                                       |                                                                           |                                               |                                          |                                                  |                                       |
| N3    | Passeur Erdre | Passeur Erdre                         | Passeur Erdre                         | Passeur Erdre                         | Passeur Erdre                                                             | Passeur Erdre                                 | Passeur Erdre                            | Passeur Erdre                                    | Passeur Erdre                         |
| N3    | Petit Port ─ Facultés ⥋ Port Boyer |                                       |                                       |                                       |                                                                           |                                               |                                          |                                                  |                                       |
| N3    | Ouverture / Fermeture octobre 1995 / — | Longueur 0,160 km                     | Durée 3 min                           | Nb. d’arrêts 2                        | Matériel Jules Verne 2 Réserve La Mouette                                 | Jours de fonctionnement L, Ma, Me, J, V, S, D | Jour / Soir / Nuit / Fêtes O / N / N / O | Voy. / an 62 500 en 2 019                        | Exploitant Bateaux Nantais            |
| N3    | Desserte : - Ville(s) desservie(s) : Nantes |                                       |                                       |                                       |                                                                           |                                               |                                          |                                                  |                                       |
| N3    | Autre : - Amplitude horaire : - Jour bleu : de 7 h 30 à 12 h 30 et de 13 h 30 à 19 h 15. - Jour vert : de 7 h 30 à 12 h 30 et de 13 h 30 à 19 h 15. - Jour jaune : de 8 h 30 à 12 h 30 et de 13 h 30 à 19 h 30. - Jour violet : de 10 h 0 à 12 h 0 et de 14 h 0 à 19 h 30. - Jour blanc : de 14 h 0 à 18 h 45. - Particularités : - Le service s'effectue à la demande grâce à une cloche présente au ponton du Port Boyer (le passeur se positionne en attente au ponton du Petit Port). - Date de dernière mise à jour : 3 octobre 2020 |                                       |                                       |                                       |                                                                           |                                               |                                          |                                                  |                                       |
| N3    | Dernière actualisation : — |                                       |                                       |                                       |                                                                           |                                               |                                          |                                                  |                                       |

### Flotte de bateaux
La flotte est actuellement constituée de 7 navires, dont 5 affrétés à Marine & Loire Croisières qui les exploitent sur les lignes N1 et N2, et 2 affrétés aux Bateaux Nantais qui les exploitent sur la ligne N3.

#### Marine & Loire Croisières

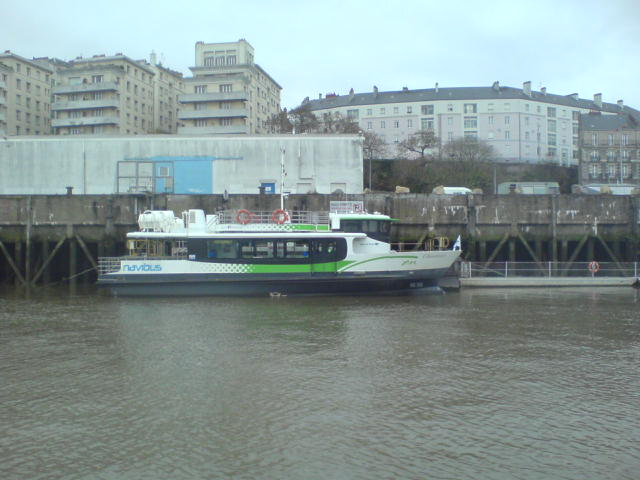
Le Chantenay en arrêt technique.

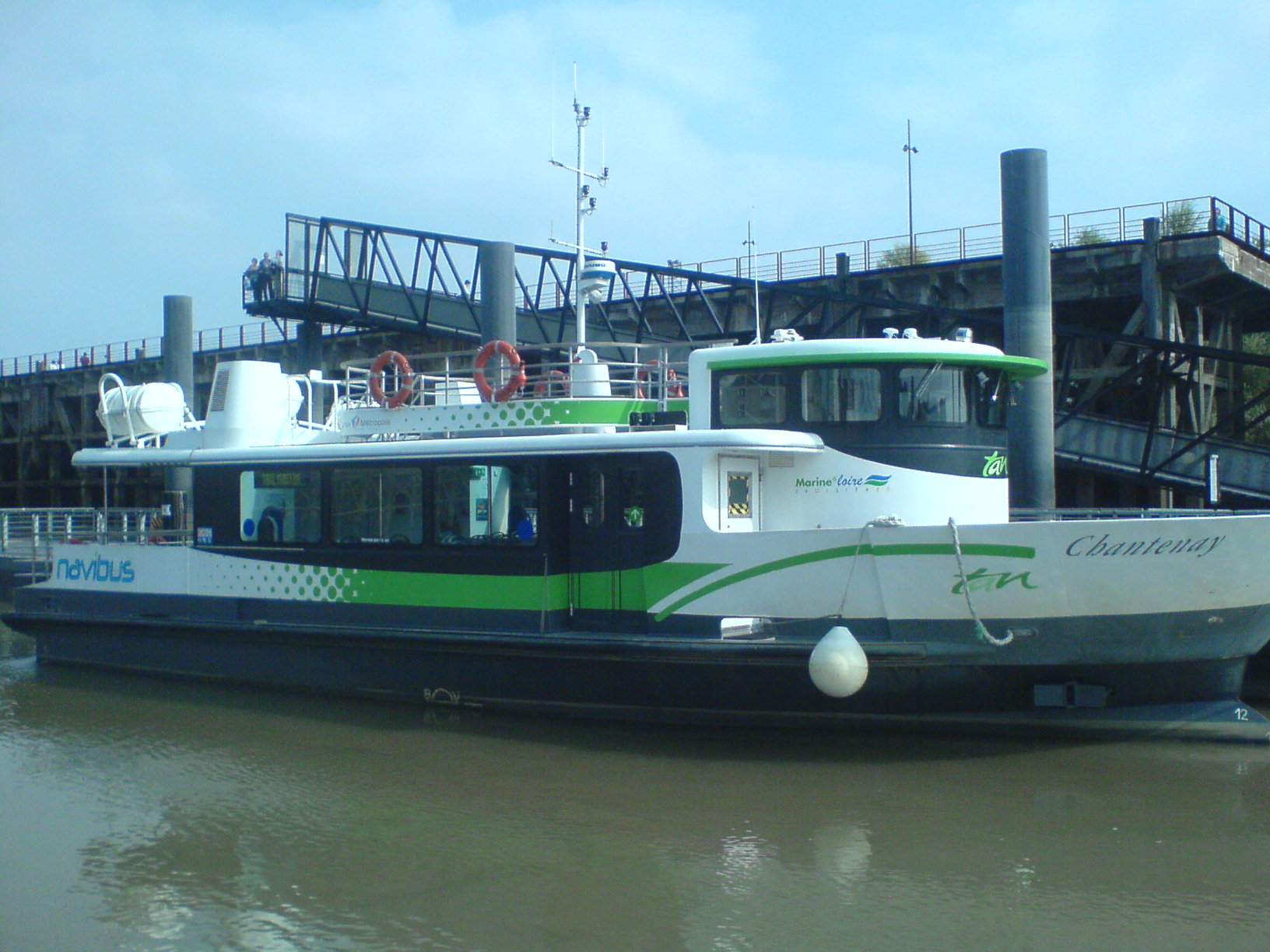
Le Chantenay au Ponton des Chantiers.

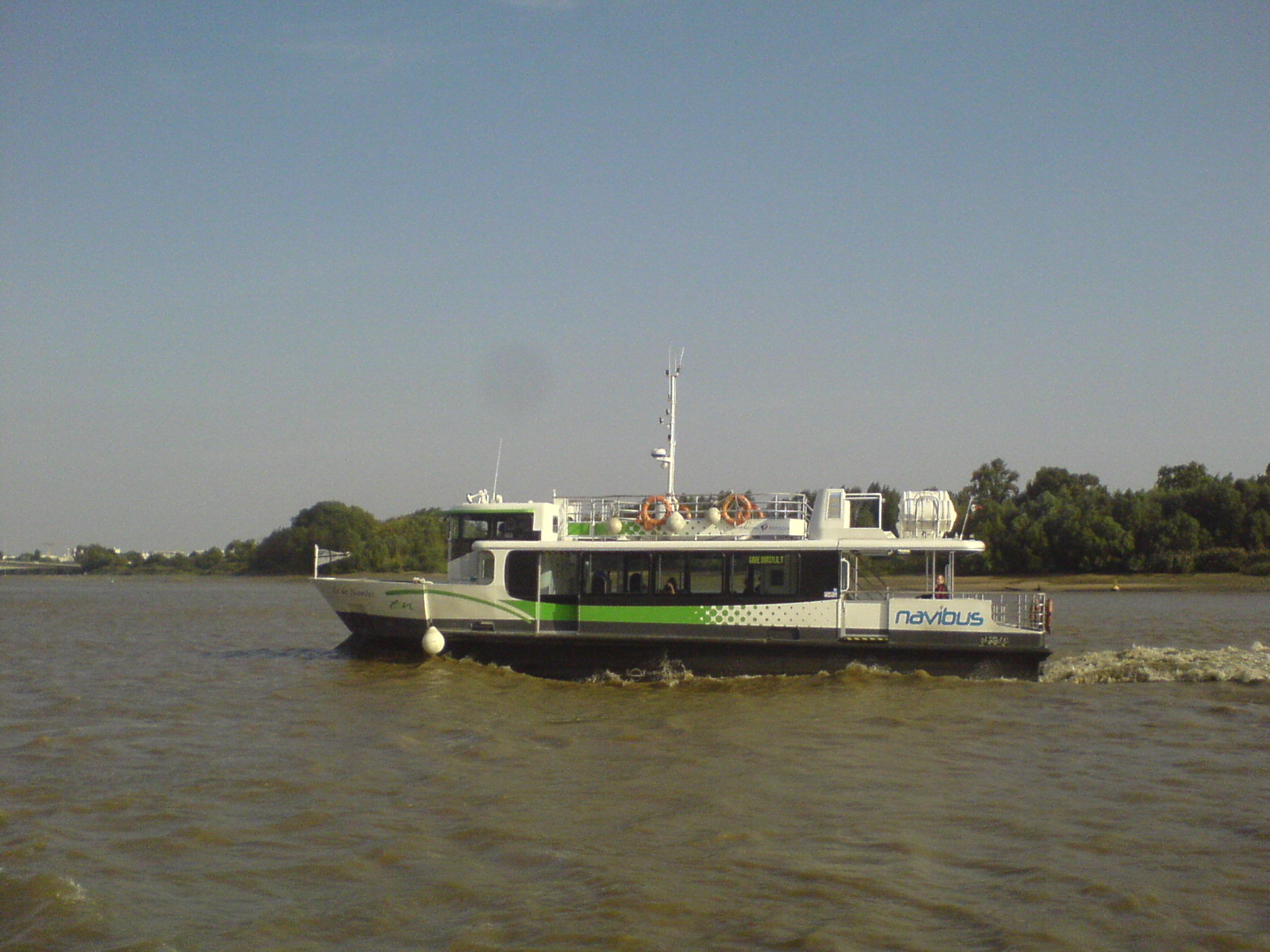
LÎle de Nantes se dirigeant vers Gare Maritime.

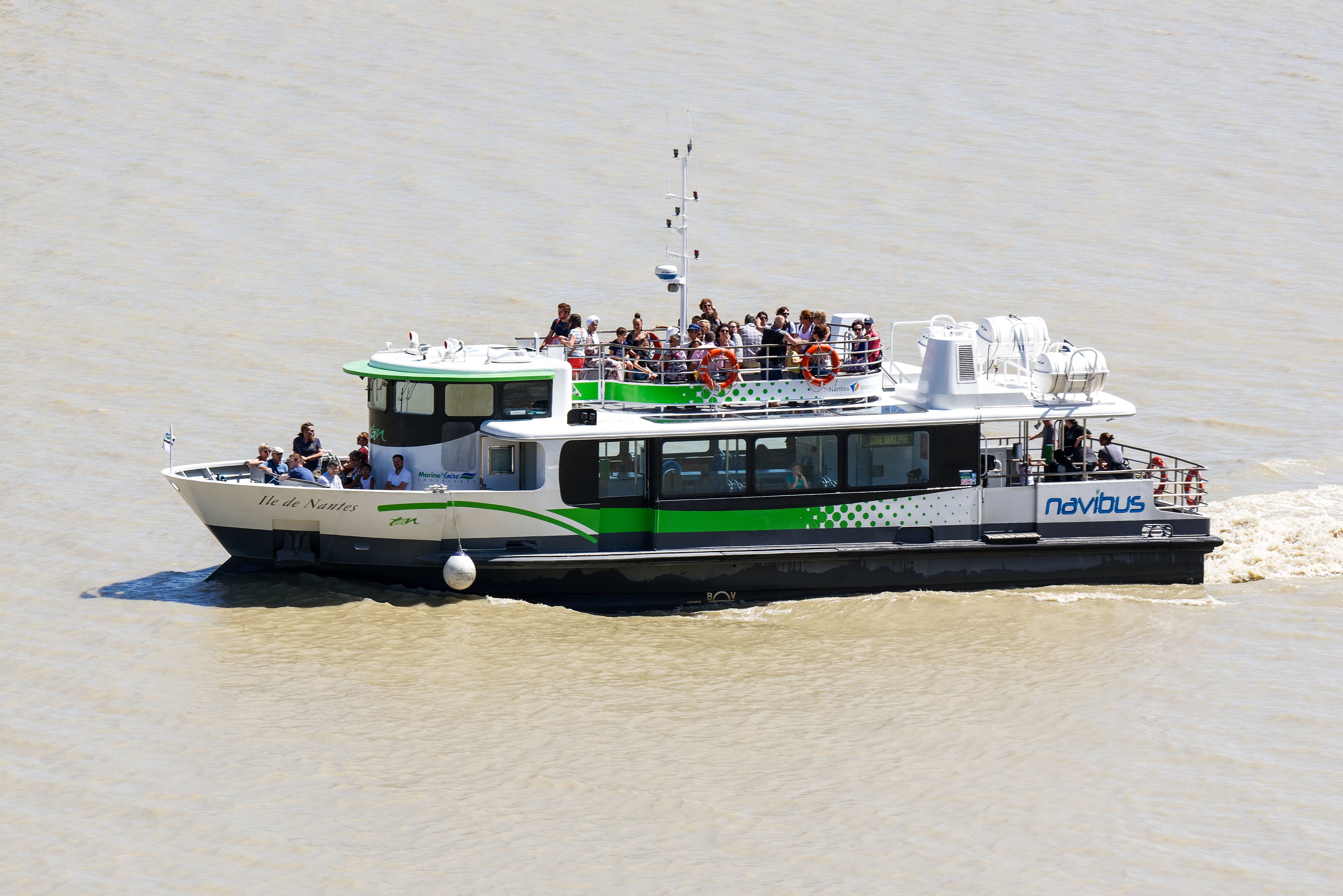
LÎle de Nantes en circulation sur la Loire.

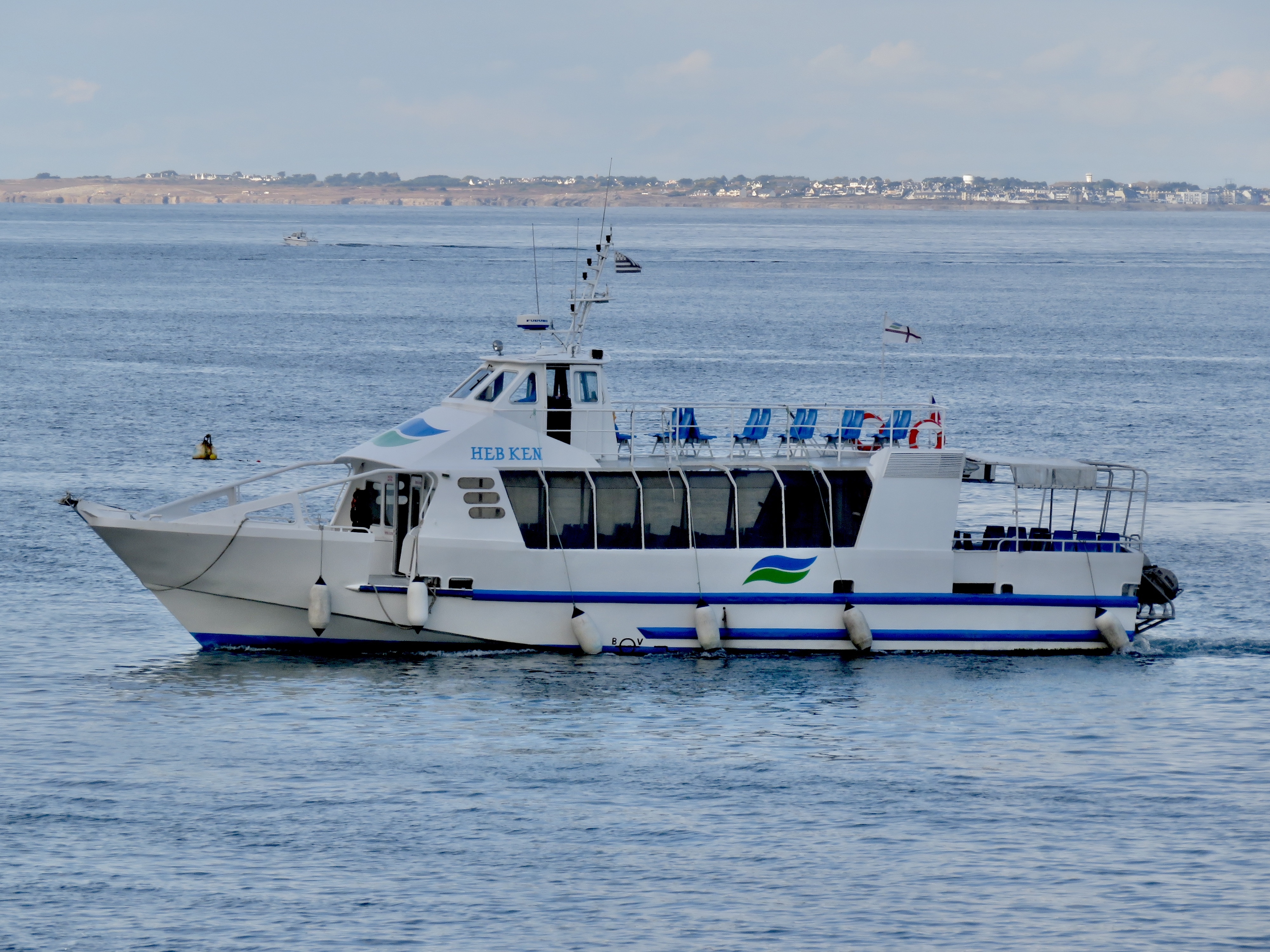
Le Heb Ken approchant du port du Palais en 2016.

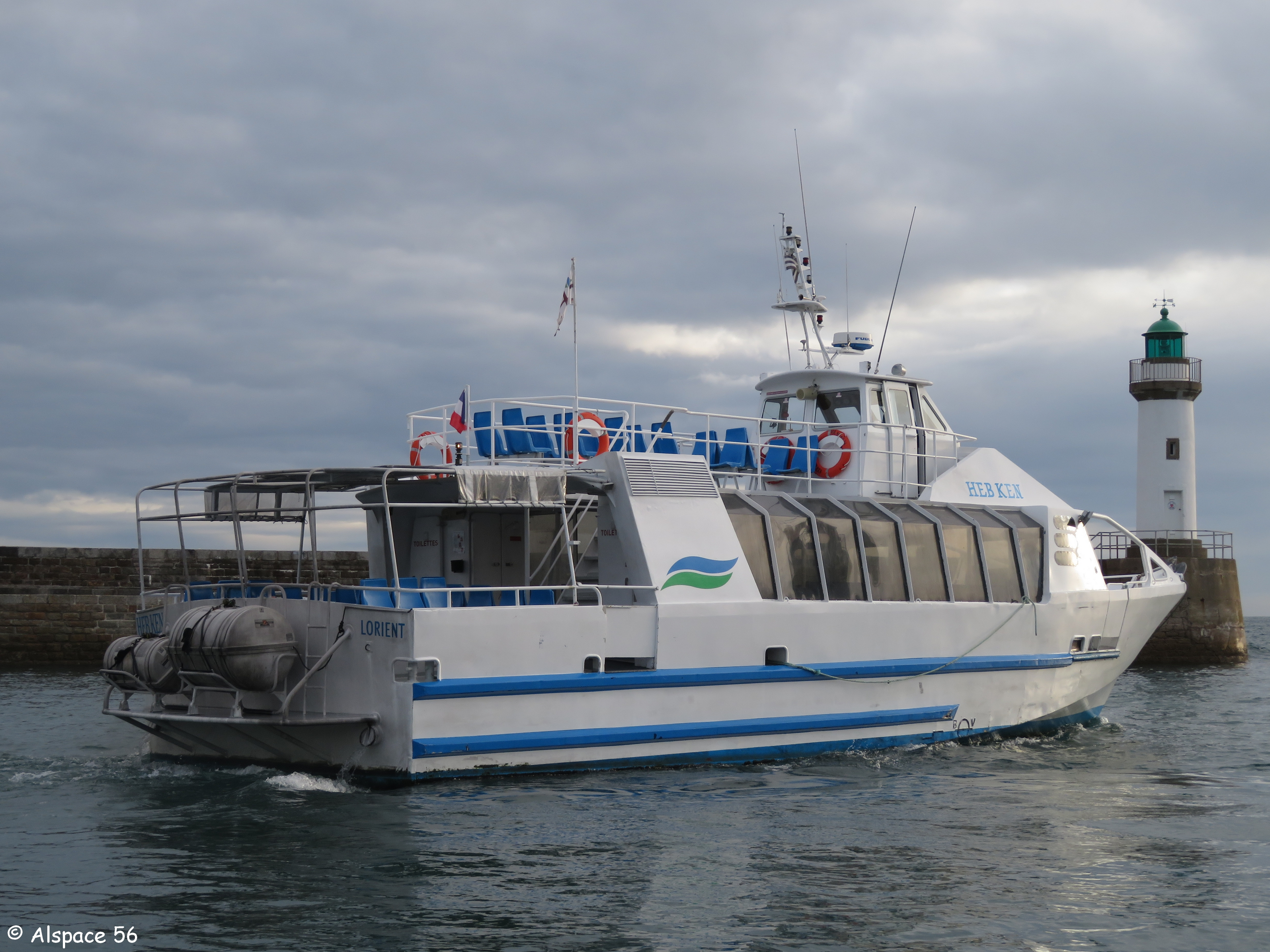
Départ du port du Palais en 2016.

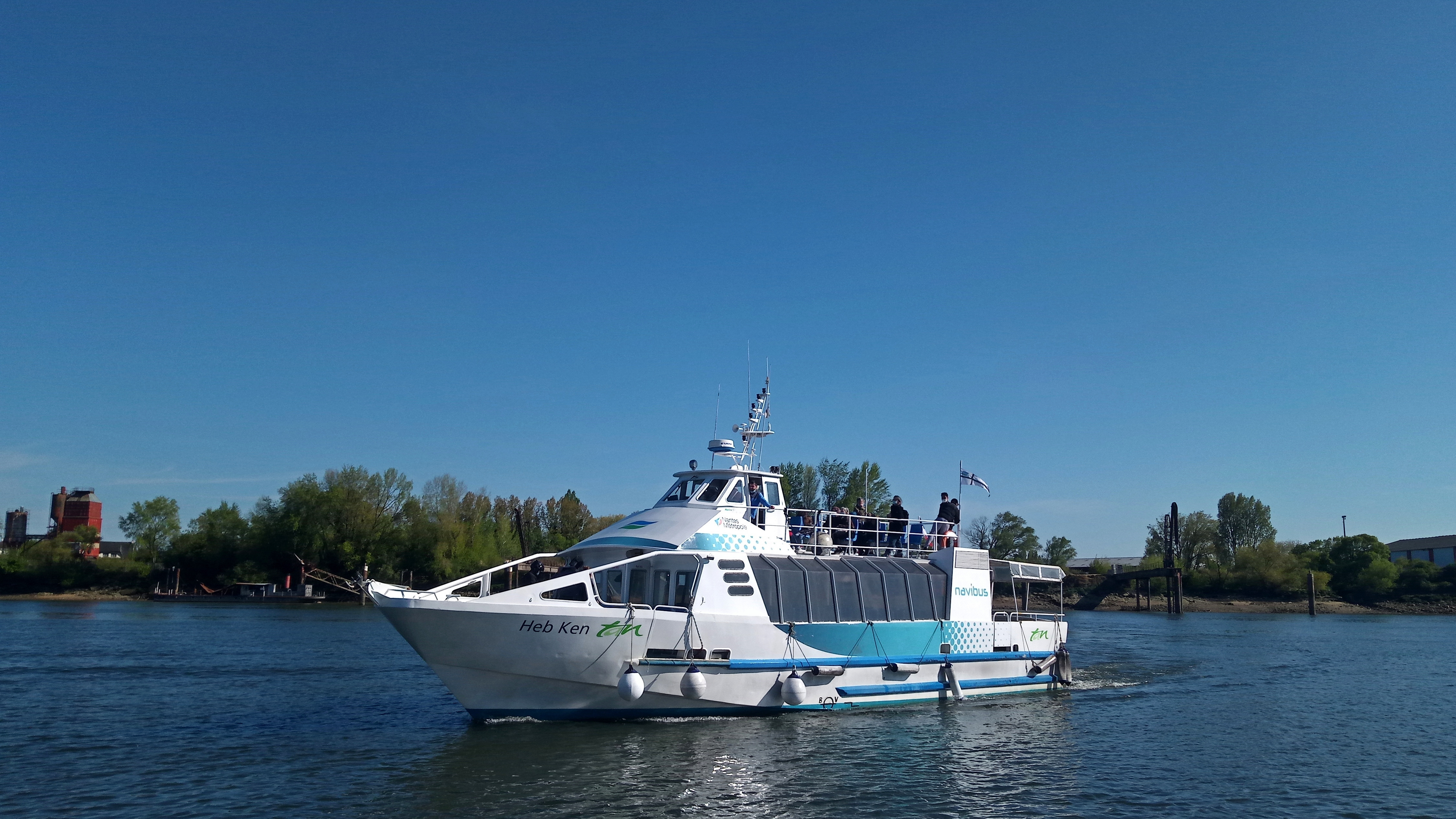
Le Heb Ken arrivant au terminus Bas ─ Chantenay sur la ligne N2.

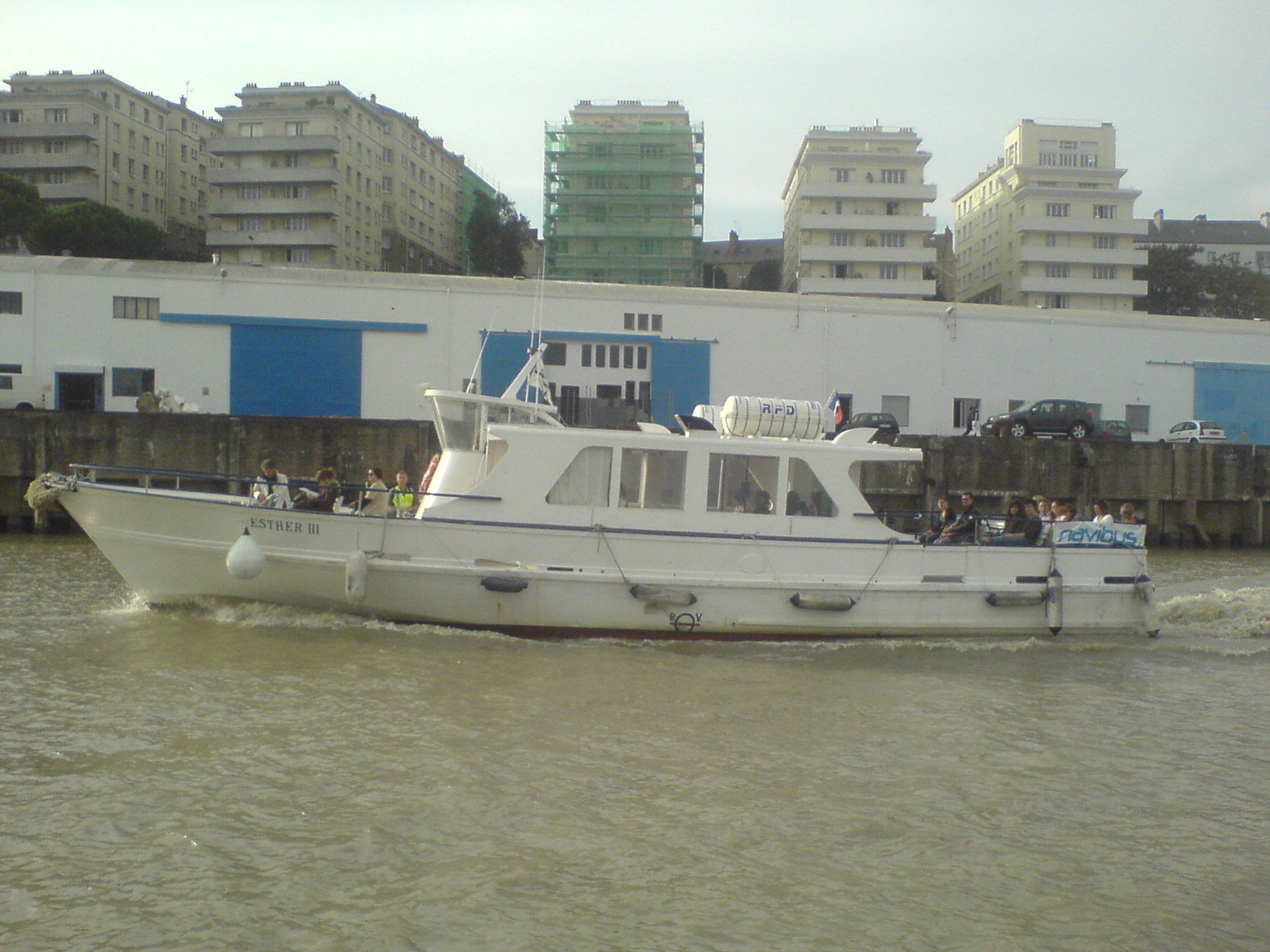
LEsther III en service entre Gare maritime et Trentemoult.

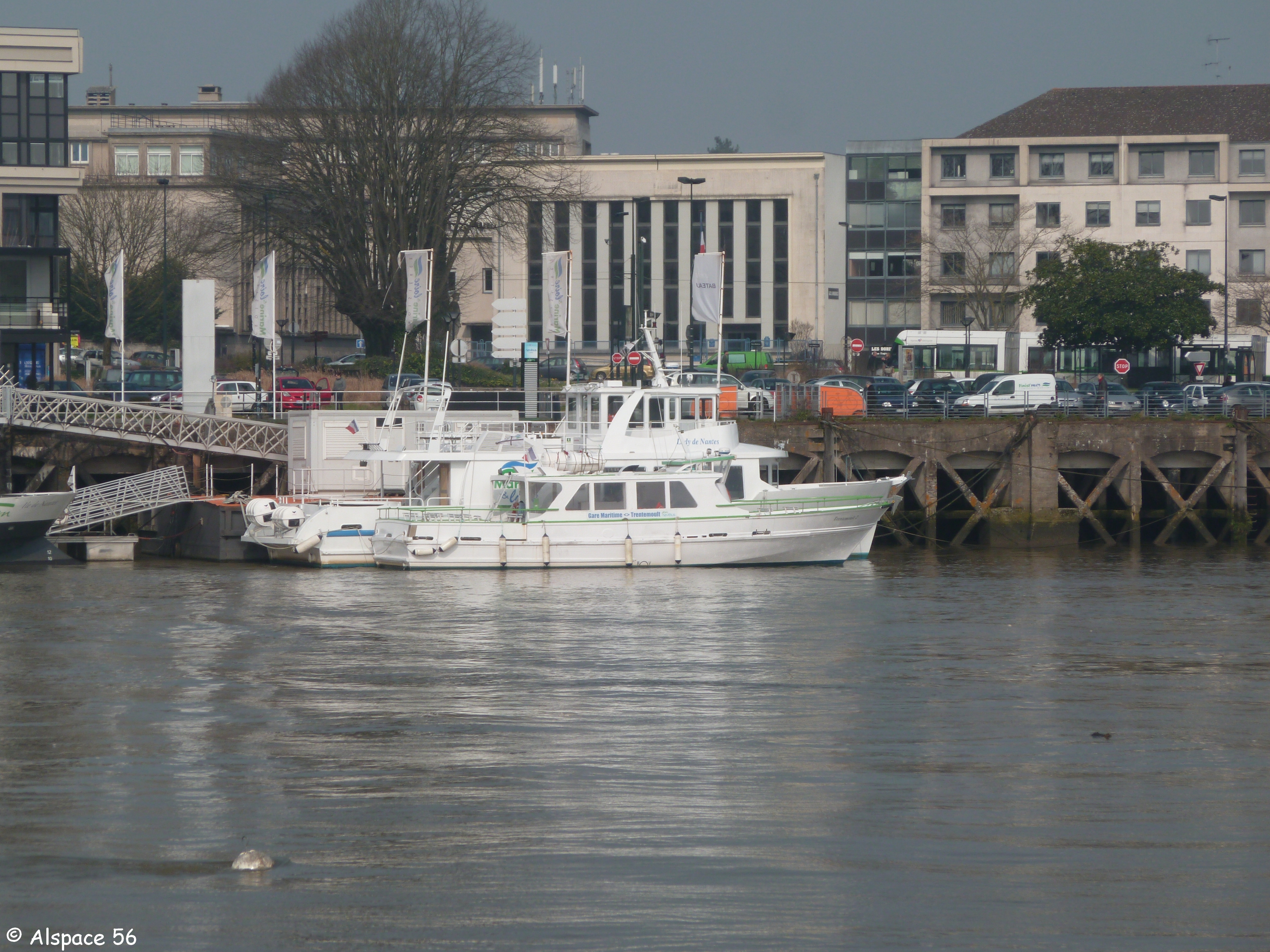
Le Trentemoult 2 amarré à la Gare Maritime.

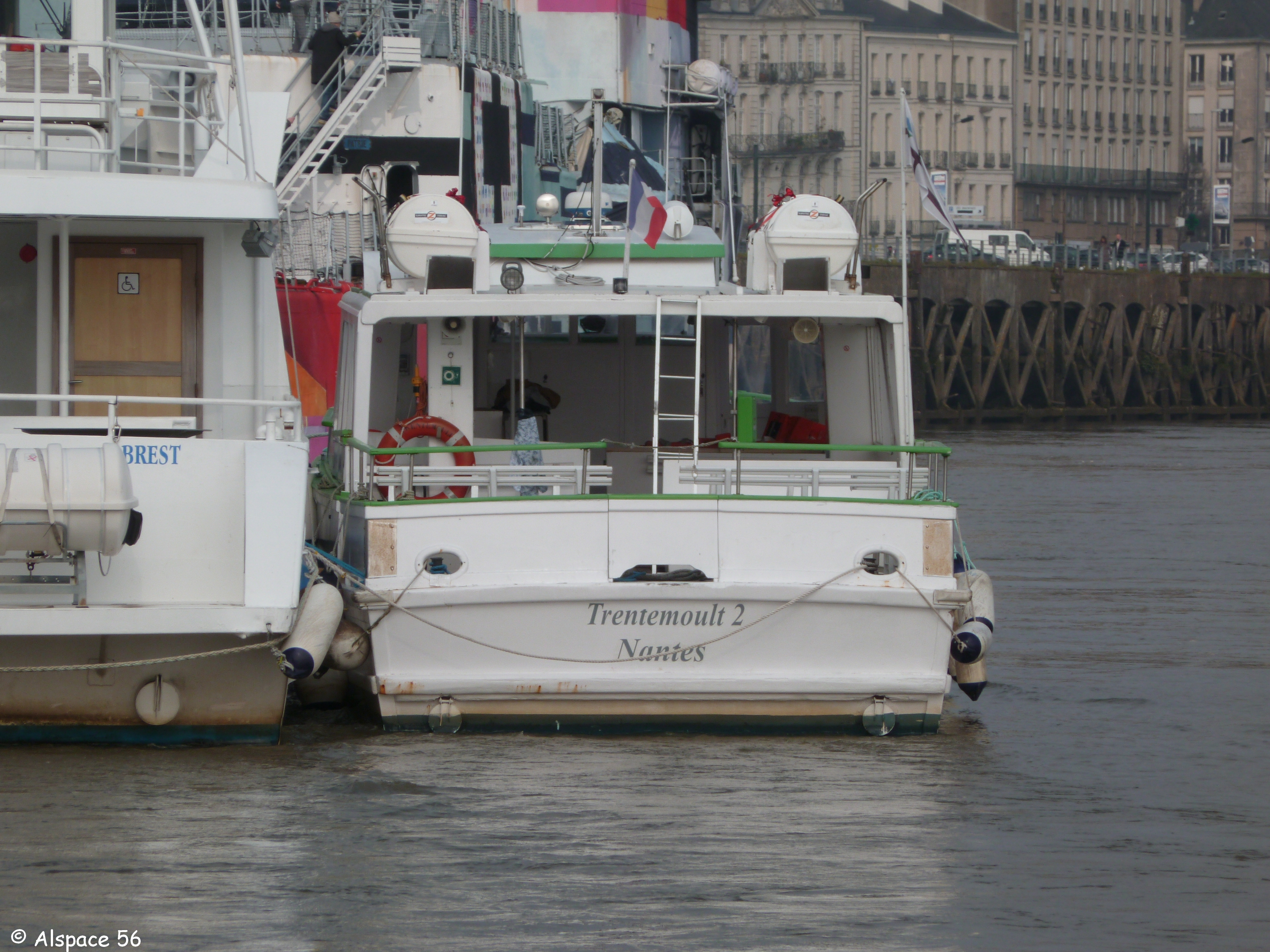
L'arrière du bateau amarré à couple.

#### Bateaux Nantais

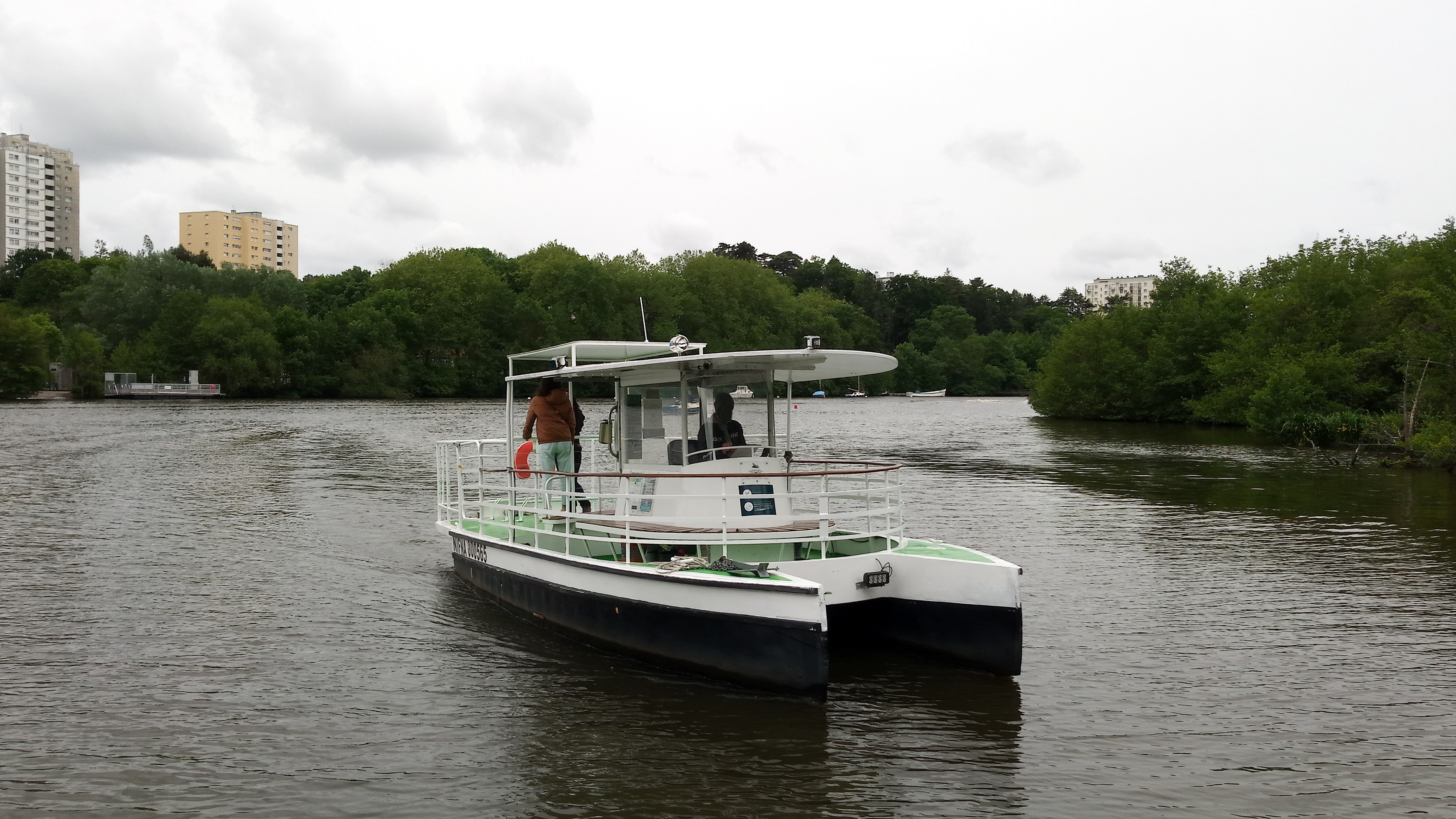
La Mouette arrivant au terminus Petit Port en 2021.

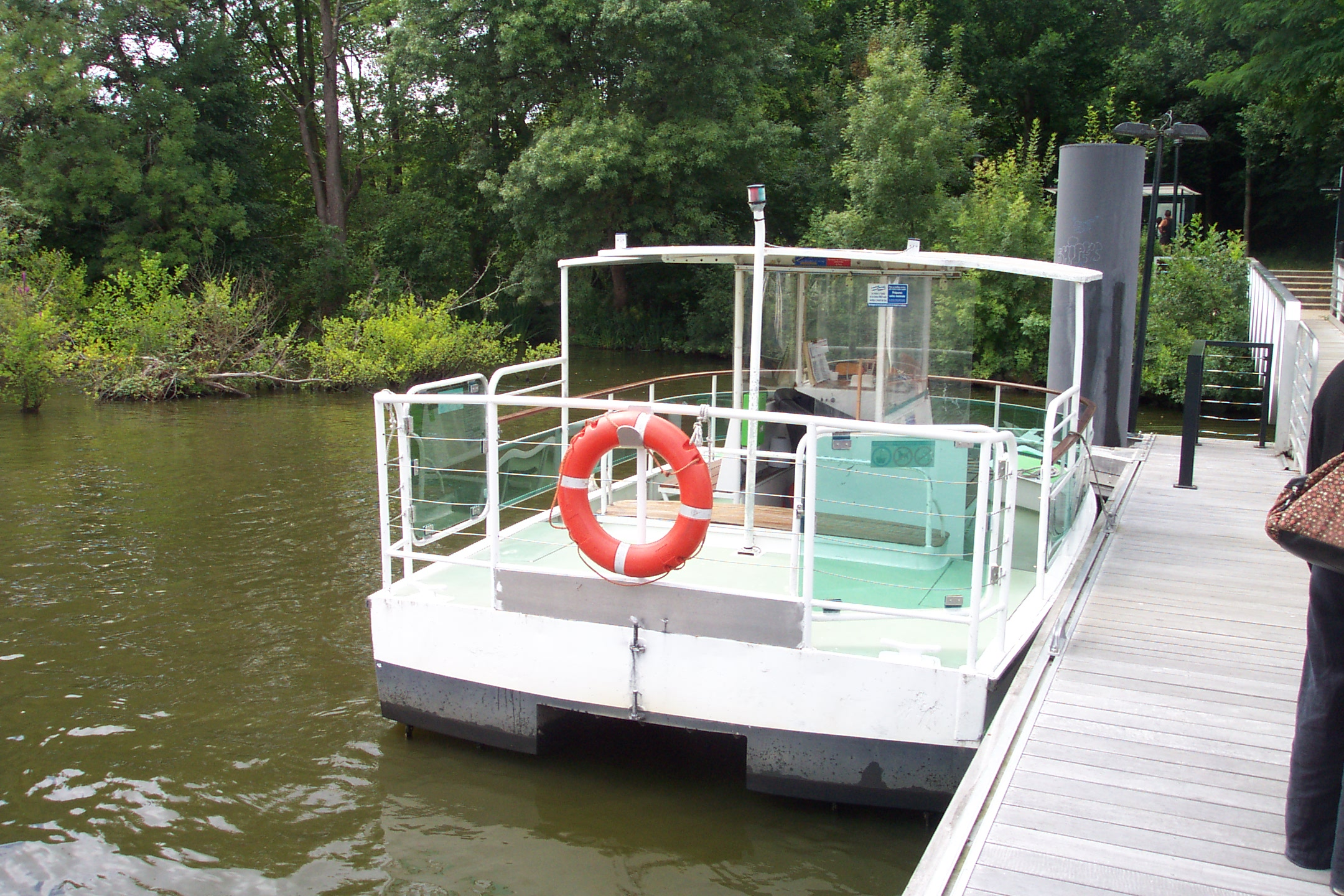
La Mouette au terminus Petit Port en 2008.

#### Anciens bateaux

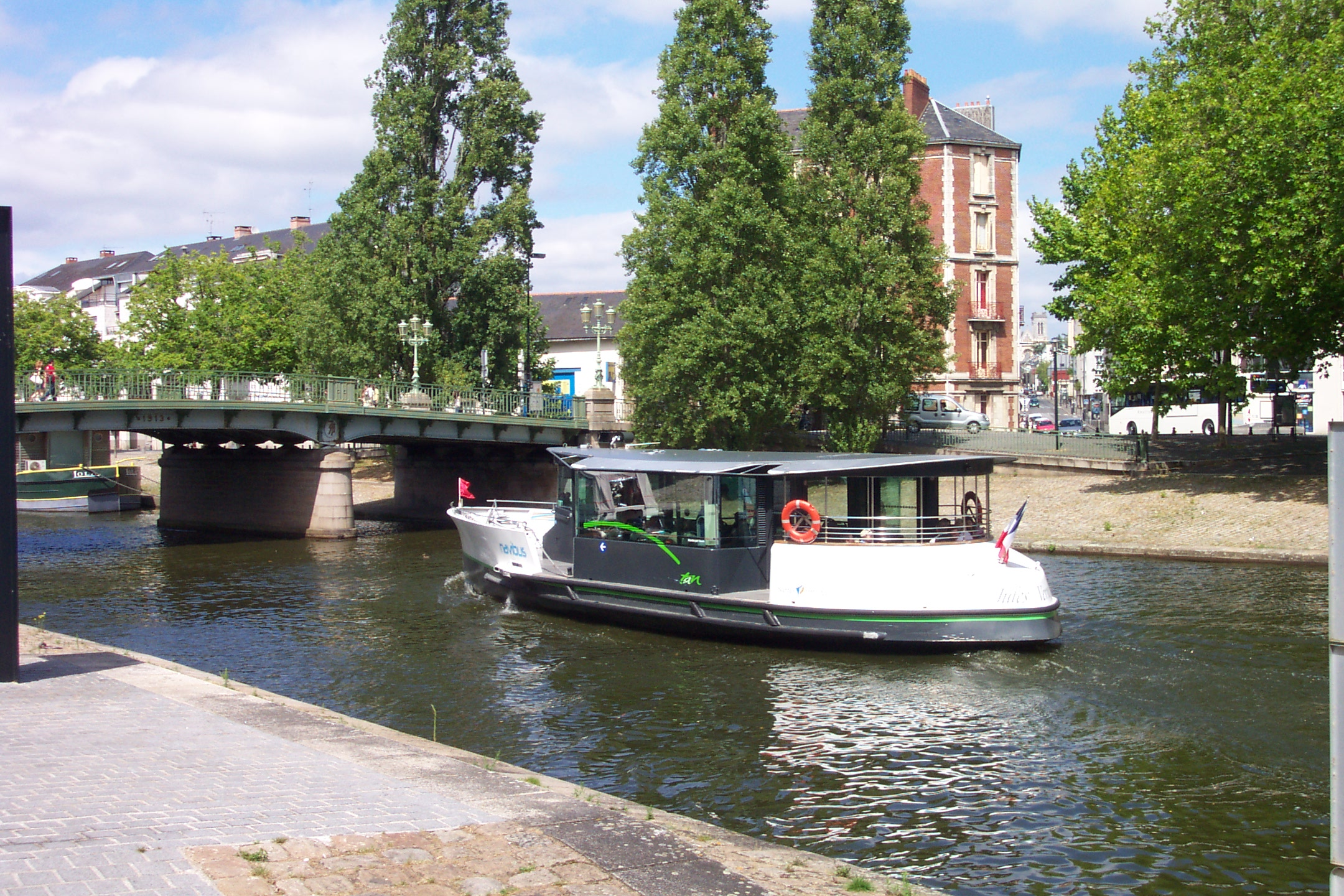
Le Jules Verne passant sous le Pont Saint-Mihiel.

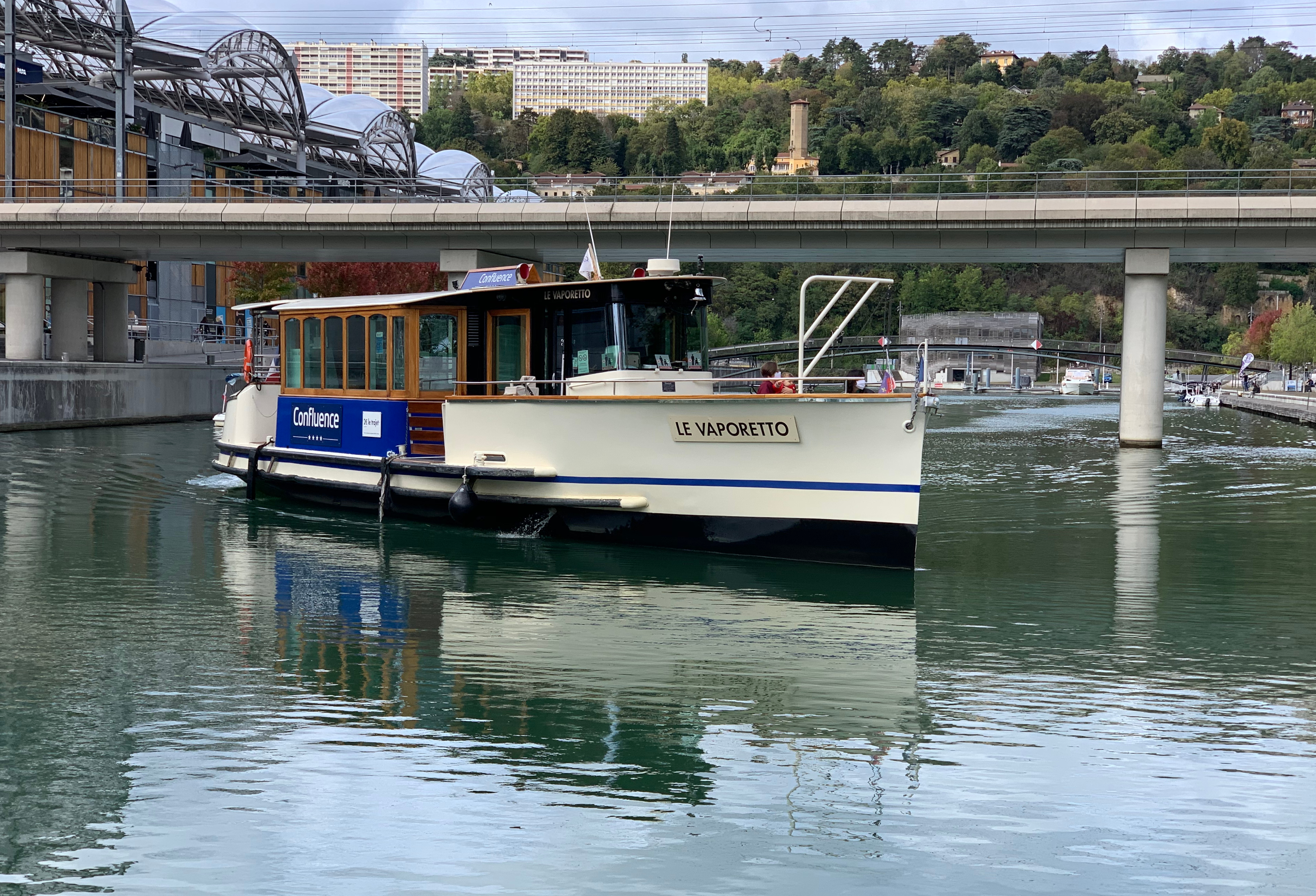
Le Jules Verne (renommé Le Vaporetto) faisant demi-tour au centre Confluence à Lyon.

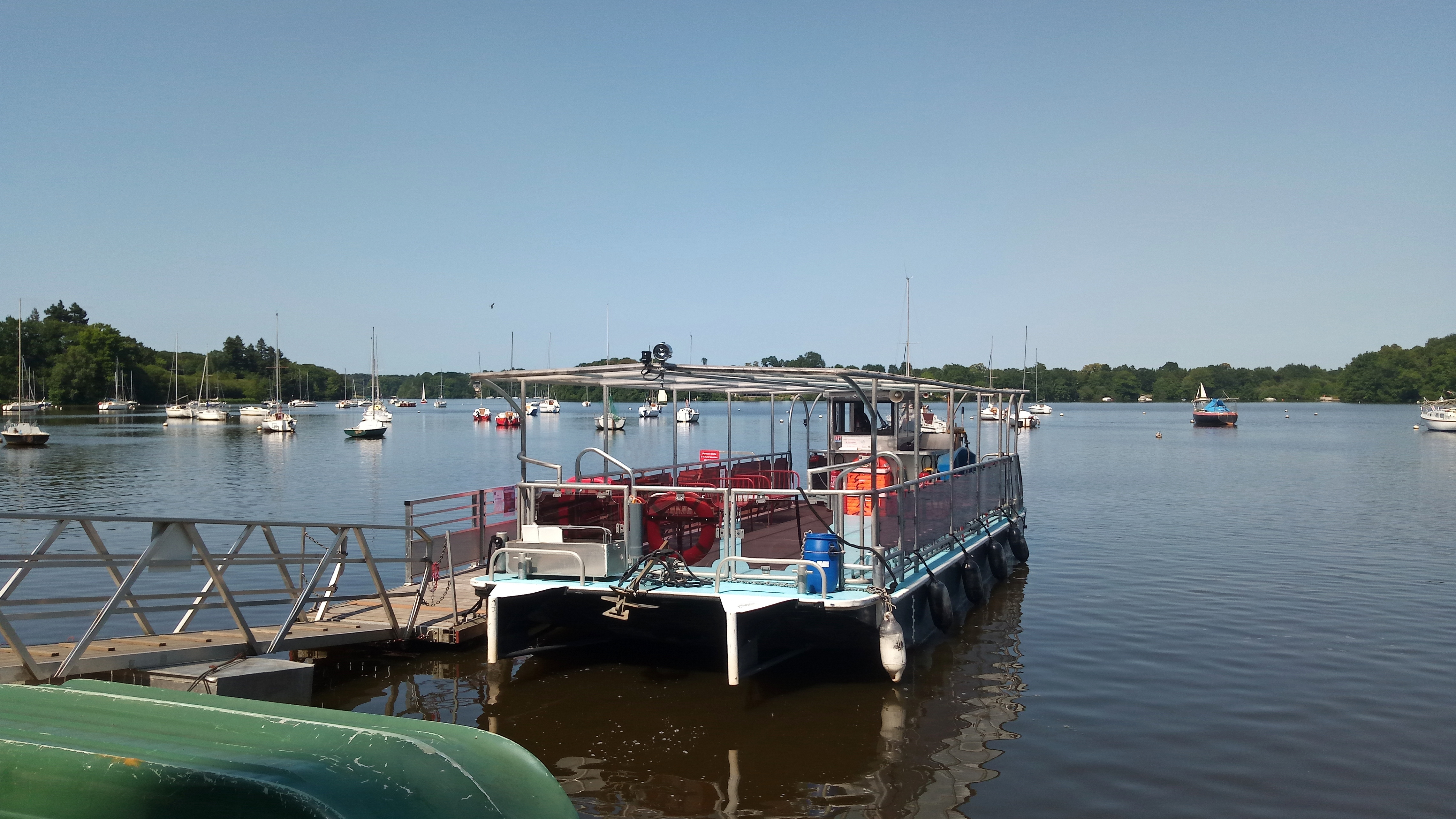
Le Passe Partout lors de l'expérimentation du passeur Gachet ↔ Grimaudière de juin 2020.

Cette liste ne référence pas les anciens roquios.

### Stations
Le réseau dispose actuellement de 6 stations réparties sur les 3 lignes du réseau (deux stations terminus par ligne). Aucune station n'est commune à deux lignes. Les pontons d'embarquement sont accessibles aux PMR et sont situées à hauteur du bateau facilitant la montée à bord.
Chaque station dispose d'un Abribus de la marque JCDecaux sur la terre ferme (sauf la station Gare Maritime qui dispose d'un préau créé par le bâtiment de la gare maritime), plus (pour les lignes N1 et N3) un totem noir indiquant des informations diverses. Un distributeur automatique de titres est présent à chaque station de la ligne N1. Des panneaux d'informations sur la ligne sont présents soit sur la terre ferme sous les abris, soit sur les pontons (les stations Navibus ne disposent pas de bornes d'information voyageurs (BIV)).

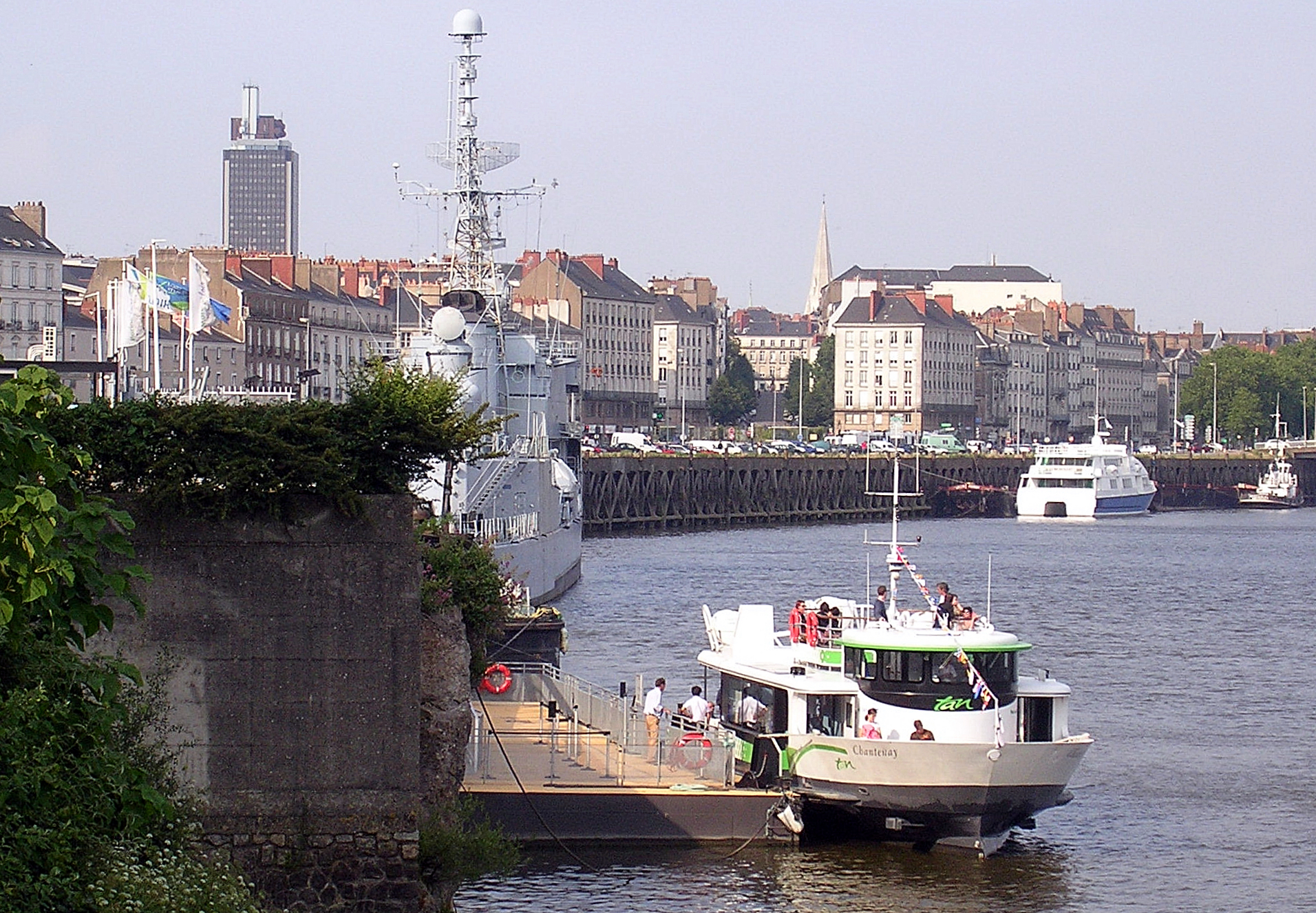
Ponton de Gare Maritime de la ligne N1.
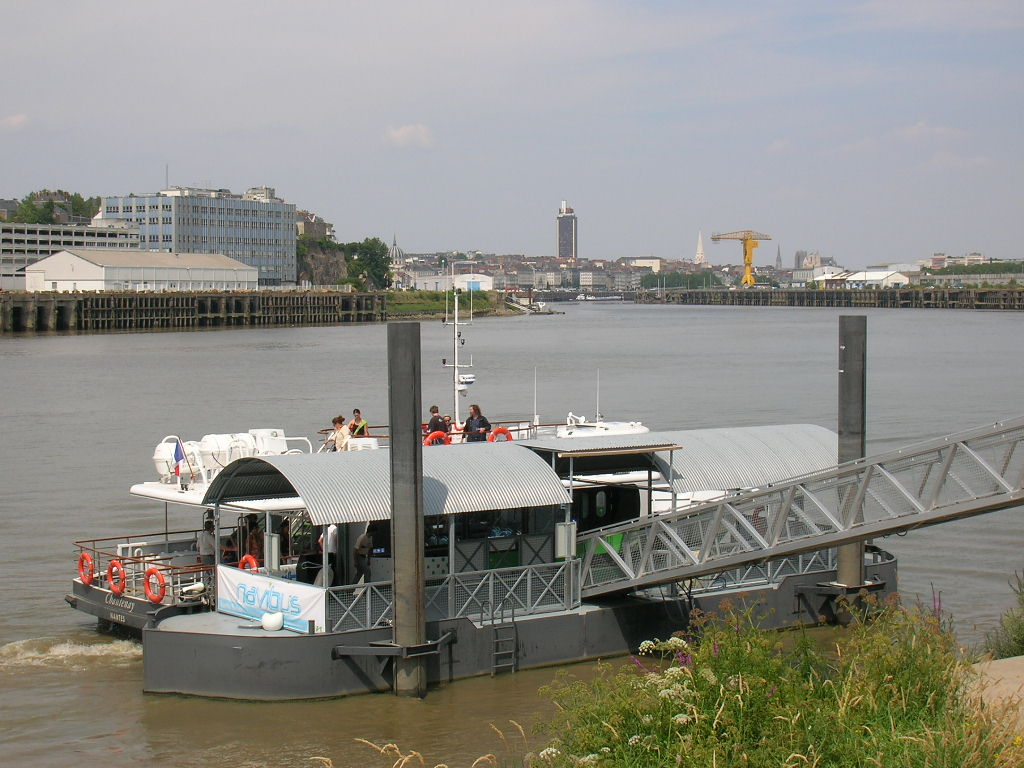
Ponton de Trentemoult de la ligne N1.
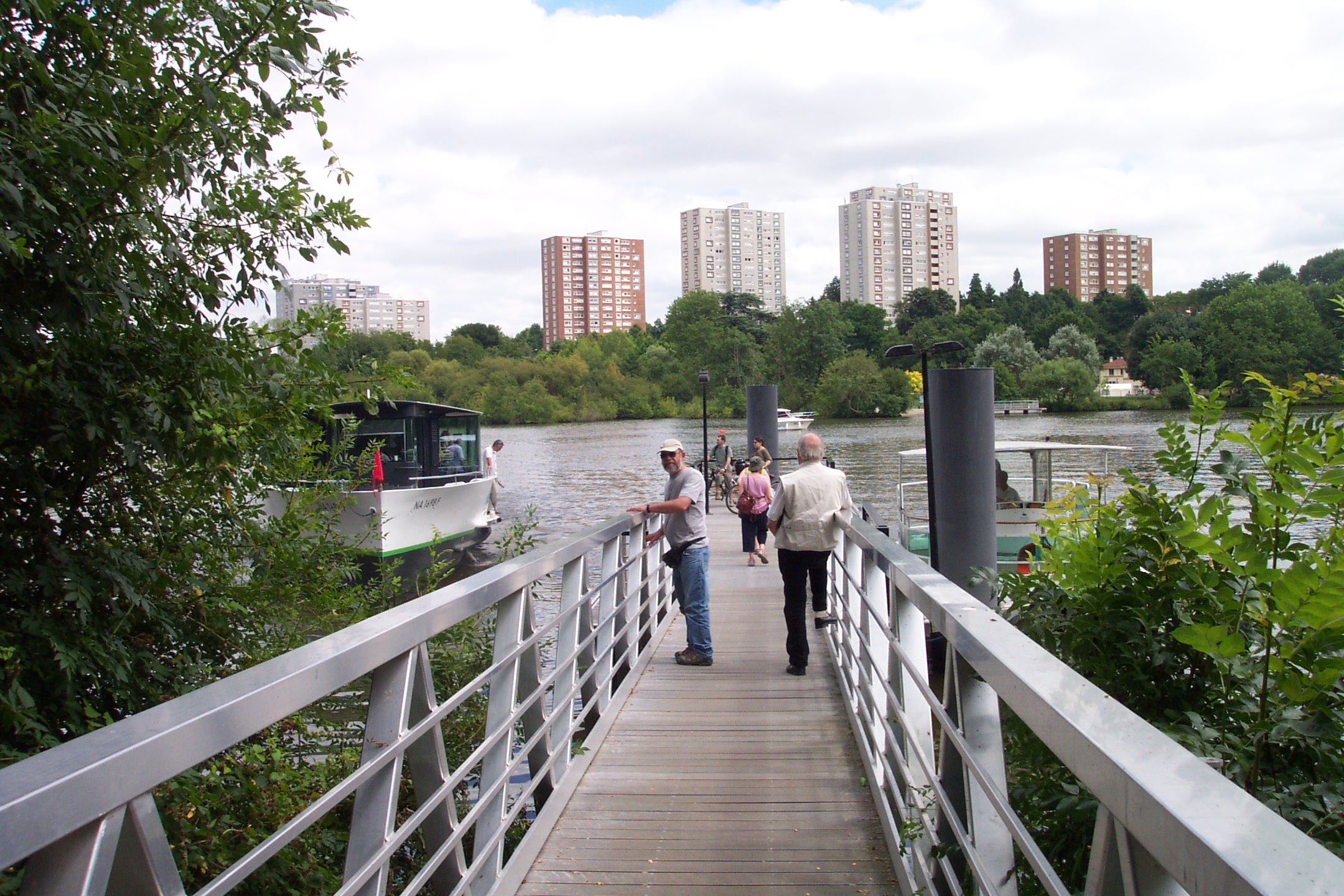
Ponton de Petit Port ─ Facultés de la ligne N3 et de l'ancien Navibus Erdre.
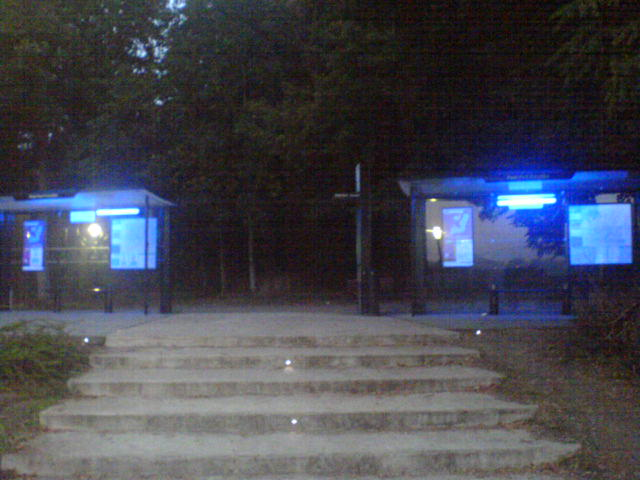
Anciennes aubettes Clear Channel de Petit Port ─ Facultés (aujourd'hui remplacées par un Abribus) avec le totem noir entre les deux abris.

### Parcs relais
Le réseau de Navibus de Nantes dispose de 2 parcs relais au niveau du terminus Trentemoult ─ Roquios de la ligne N1, sur les 62 parc relais que compte le réseau TAN au total. Ces deux parkings sont accessibles 24h/24 et 7j/7 librement.

### Fréquentation
Notamment causée par la création de lignes, la fréquentation du réseau n'a fait qu'augmenter depuis le lancement de la première ligne en 1995.
En 2011, le Passeur Erdre a connu une affluence exceptionnelle en raison de la fermeture du pont de la Jonelière, et de la gratuité temporaire de la ligne en raison des travaux sur ce pont : 160 000 passagers cette année-là, soit le double de l'année précédente.
| Année | Fréquentation annuelle par ligne | Fréquentation annuelle par ligne | Fréquentation annuelle par ligne | Fréquentation annuelle par ligne | Fréquentation annuelle par ligne | Total   |
| Année | Ligne N1 (Navibus Loire)         | Ligne N2                         | Ligne N3 (Passeur Erdre)         | Navibus Erdre                    | Passeur Loire                    | Total   |
| ----- | -------------------------------- | -------------------------------- | -------------------------------- | -------------------------------- | -------------------------------- | ------- |
| 1997  |                                  |                                  | 14 000                           |                                  |                                  | 14 000  |
| 1998  |                                  |                                  | 37 000                           |                                  |                                  | 37 000  |
| 1999  |                                  |                                  | 48 000                           |                                  |                                  | 48 000  |
| 2000  |                                  |                                  | 61 000                           |                                  |                                  | 61 000  |
| 2001  |                                  |                                  | 77 000                           |                                  |                                  | 77 000  |
| 2002  |                                  |                                  | 85 000                           |                                  |                                  | 85 000  |
| 2003  |                                  |                                  | 82 000                           |                                  |                                  | 82 000  |
| 2004  |                                  |                                  | 88 000                           |                                  |                                  | 88 000  |
| 2005  | 110 000 (+ 5 000 vélos),         |                                  | 74 000                           | 32 500 (+ 615 vélos)             |                                  | 215 000 |
| 2006  | 270 200 (+ 13 350 vélos)         |                                  | 77 000 (+ 12 155 vélos)          | 94 000 (+ 1 345 vélos),          |                                  | 441 000 |
| 2007  | 360 000 (+ 15 200 vélos)         |                                  | 90 440 (+ 20 335 vélos)          | 69 800 (+ 1 101 vélos)           | 38 000                           | 520 000 |
| 2008  | 365 000 (+ 13 500 vélos)         |                                  | 79 300 (+ 13 950 vélos)          | 70 500 (+ 1 128 vélos)           |                                  | 514 000 |
| 2009  |                                  |                                  |                                  |                                  |                                  | 516 000 |
| 2010  | 382 752                          |                                  | 66 836                           |                                  |                                  | 449 588 |
| 2011  | 444 094                          |                                  | 159 111                          |                                  |                                  | 603 205 |
| 2012  |                                  |                                  |                                  |                                  |                                  | 511 000 |
| 2013  |                                  |                                  |                                  |                                  |                                  | 520 000 |
| 2014  | 520 000                          |                                  |                                  |                                  |                                  | 573 000 |
| 2015  |                                  |                                  |                                  |                                  |                                  | 614 000 |
| 2016  |                                  |                                  | 66 000                           |                                  |                                  | 633 000 |
| 2017  |                                  |                                  |                                  |                                  |                                  | 678 000 |
| 2018  | 624 300                          |                                  | 62 000                           |                                  |                                  | 686 500 |
| 2019  | 693 200                          |                                  | 62 500                           |                                  |                                  | 755 700 |
| 2020  |                                  | 20 000 (août 2020)               |                                  |                                  |                                  |         |

#### Fréquentation journalière
En 1997, le Passeur Erdre a accueilli 200 voyageurs par jour et 400 les dimanches.
En 2005, les 3 lignes de Navibus (Navibus Loire, Passeur Erdre et Navibus Erdre) transportaient en moyenne 700 voyageurs par jour.
En 2017, la fréquentation du Navibus Loire s'élevait à 1300 passagers par jour, et jusqu'à 1600 selon la saison. Les dimanches d'été, elle pouvait s'élever à 2500 passagers par jour. Le Passeur Erdre voit passer de 250 à 300 passagers par jour sur une journée type de semaine en période scolaire, de 150 à 200 passagers par jour sur une journée type de semaine en vacances scolaires, et de 50 à 200 passagers par jour le week-end.
Les lignes de Navibus ont transporté  2 050 voyageurs par jour en semaine en 2018 et 2 076 en 2019.
La ligne N2 a transporté 150 passagers par jour en 2020 avec des pointes à 650 passagers par jour en saison estivale.
Avec la mise en place de la gratuité le week-end sur le réseau TAN à partir du 24 avril 2021, une augmentation de la fréquentation a été constatée sur les lignes de Navibus. Ainsi, la ligne N1 a transporté entre 1 700 et 2 300 passagers les dimanches 25 avril et 2 mai 2021, et la ligne N2 a transporté entre 600 et 800 passagers ces mêmes jours. Cet afflux de passagers a nécessité d'affecter le Heb Ken à la ligne N1 afin d'augmenter sa capacité.

## Exploitation

### Tarification

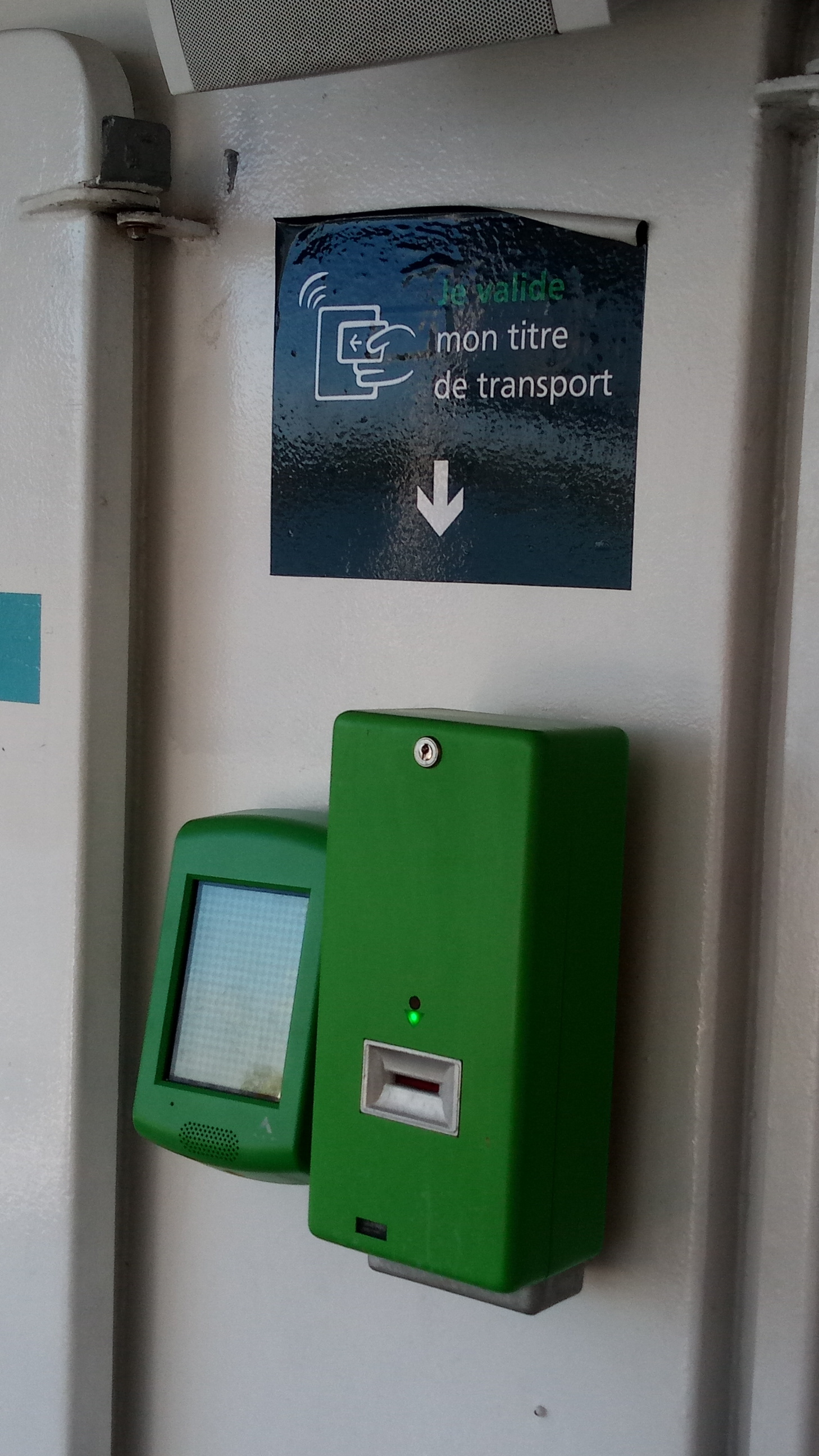
Valideurs à bord du bateau Heb Ken.

Le tarif appliqué sur le réseau Navibus est celui du réseau TAN : les voyageurs occasionnels peuvent utiliser des tickets à l'unité (1h, 24h, samedi...) et les voyageurs réguliers leur carte « Libertan » ou leur billet mensuel pour effectuer un trajet sur le réseau. Ces titres donnent également accès à l'ensemble du réseau TAN (tramway, Busway et bus), à certaines lignes Aléop et dans les TER Pays de la Loire en deuxième classe (uniquement pour un trajet effectué à l'intérieur de l'agglomération), et sont valables sur la plage horaire indiquée. Le réseau est gratuit pour les enfants accompagnés de moins de 6 ans (hors cars scolaires et sorties scolaires). Sur le réseau Navibus, les titres peuvent être achetés à bord auprès de l'équipage, aux bornes automatiques aux deux stations de la ligne N1, à l'Espace Mobilité de Commerce ou en point relais.
Pour valider son titre de transport, les usagers ont à disposition au moins un oblitérateur Trapèze-Elgeba Ticompact 02 ou Elgeba MC692 pour les tickets, et au moins un valideur sans contact ACS VPE 420 pour les cartes « Libertan » à bord de chaque bateau.
Au 1er janvier 2019, pour les voyageurs occasionnels, le prix d'un ticket 1 heure s'élevait à 1,70 euro, le carnet de 10 tickets 1 heure à 15,60 euros, le ticket samedi (valable les samedis pour 7 personnes voyageant ensemble) à 4,00 euros, le ticket groupe scolaire à 9,50 euros, le ticket 24 heures à 5,80 euros et le ticket 24 heures pour 4 personnes voyageant ensemble à 10,00 euros.

## Projets

### Projets abandonnés
De nombreuses études de nouvelles lignes de Navibus ont été menées au cours du temps, et certaines ont été finalement abandonnées au profit d'autres projets.
- Une ligne rapide Nantes ↔ Le Pellerin[76],[77],[78] : Cette ligne, un temps envisagée par Nantes Métropole, devait relier la gare maritime au Pellerin via Trentemoult, Bouguenais, Indre et Couëron, et permettrait de désengorger les routes et faire une liaison directe entre le centre-ville de Nantes et les communes plus isolées à l'ouest.
Une rotation d'essai fut réalisée en 2003 à titre expérimental et, se révélant concluante, des études de faisabilité furent après engagées par Nantes Métropole, et le projet devait finalement aboutir soit à la rentrée 2009, soit à celle de 2010. Le navire utilisé sur cette ligne devait être une unité rapide et légère en raison de la distance importante, mais avec une capacité suffisante, avec une motorisation respectueuse de l'environnement.
Mais les coûts liés aux aménagements à réaliser et à l'exploitation se sont avérés trop élevés, ce qui remettait en cause la viabilité d'une telle ligne. Ainsi, c'est finalement vers une liaison routière que Nantes Métropole s'est tournée en créant les lignes E1 et E8 qui relie Le Pellerin aux pôles d'échanges Pirmil et Greneraie via Saint-Jean-de-Boiseau, La Montagne et Bouguenais.
- Un passeur Quartier Tripode ↔ Centre des congrès[79] : Cette ligne devait relier les deux pôles quartier d'affaires Euronantes situés de part et d'autre de la Loire. Ce projet, dont Alexandre Chemetoff avait prévu la concrétisation à moyen terme dans son plan de réaménagement de l'Île de Nantes n'a pas été concrétisée, probablement par le fait qu'il entrerait en concurrence directe avec la ligne 4 de Busway qui dessert également ces deux pôles.

### Projets en cours

#### Sur la Loire
En avril 2018, le conseil métropolitain prend la décision de mettre en place quatre nouveaux services de Navibus sur la Loire, :
- 3 nouvelles lignes régulières :
  - Hangar à Bananes ↔ Bas ─ Chantenay (la ligne N2 mise en service en février 2020)
  - Trentemoult ─ Aval ↔ Bas ─ Chantenay (mise en service prévue en 2022)
  - Trentemoult ─ Aval ↔ Gare Maritime (mise en service prévue en 2022)
- Une 4e ligne à vocation touristique desservira de manière saisonnière les grands sites d’attraction du cœur de la métropole :
  - Parc des Chantiers ↔ Gare Maritime ↔ Hangar à Bananes ↔ Arbre aux hérons ↔ Trentemoult ─ Roquios (mise en service prévue en 2023)

#### Sur l'Erdre
Une expérimentation d'une nouvelle ligne de Navibus sur l'Erdre a lieu depuis juin 2018 et a lieu depuis tous les ans à la même période. Cette nouvelle ligne relierait le ponton de la Grimaudière (à La Chapelle-sur-Erdre) à celui de Gachet (près du parc de la Chantrerie) afin de créer une nouvelle alternative au franchissement de l'Erdre par 2 ponts distants de 13 km l'un l'autre.

#### Sur la Sèvre Nantaise
Une ligne sur la Sèvre Nantaise reliera le quartier Beautour à Vertou, à Pirmil, via Rezé.